# Neptune (planète)
Vous lisez un « article de qualité » labellisé en 2020.
Pour les articles homonymes, voir Neptune.
Neptune est la huitième planète par ordre d'éloignement du Soleil et la plus éloignée de l'étoile dans le Système solaire qui soit connue. Elle orbite autour du Soleil à une distance d'environ 30,1 au (4,5 milliards de kilomètres), avec une excentricité orbitale de 0,00859 (moitié moindre que celle de la Terre) et une période de révolution de 164,79 ans. C'est la troisième planète la plus massive, la quatrième plus grande par la taille — un peu plus massive mais un peu plus petite qu'Uranus — et la planète géante la plus dense du Système solaire.
N'étant pas visible à l'œil nu, Neptune est le premier objet céleste et la seule des huit planètes du Système solaire à avoir été découverte par déduction plutôt que par observation empirique. En effet, l'astronome français Alexis Bouvard avait noté des perturbations gravitationnelles inexpliquées sur l'orbite d'Uranus et conjecturé au début du XIXe siècle qu'une huitième planète, plus lointaine, pouvait en être la cause. Les astronomes britanniques John Couch Adams en 1843 et français Urbain Le Verrier en 1846 calculèrent indépendamment la position prévue de cette hypothétique planète. Grâce aux calculs de ce dernier, elle fut finalement observée pour la première fois le 23 septembre 1846 par l'astronome prussien Johann Gottfried Galle, à un degré de la position prédite. Bien que Galle ait utilisé les calculs de Le Verrier pour découvrir la planète, la paternité de la découverte entre Adams et Le Verrier fut longtemps disputée. Sa plus grande lune, Triton, est découverte 17 jours plus tard par William Lassell. Depuis 2024, on connaît 16 satellites naturels de Neptune. La planète possède également un système d'anneaux faible et fragmenté et une magnétosphère.
La distance de la planète à la Terre lui donnant une très faible taille apparente, son étude est difficile avec des télescopes situés sur la Terre. Neptune est visitée une seule fois lors de la mission Voyager 2, qui en réalise un survol le 25 août 1989. L'avènement du télescope spatial Hubble et des grands télescopes au sol à optique adaptative a ensuite permis des observations détaillées supplémentaires.
Comme celles de Jupiter et Saturne, l'atmosphère de Neptune est composée principalement d'hydrogène et d'hélium ainsi que de traces d'hydrocarbures et peut-être d'azote, bien qu'elle contienne une proportion plus élevée de « glaces » au sens astrophysique, c'est-à-dire de substances volatiles telles que l'eau, l'ammoniac et le méthane. Cependant, comme Uranus, son intérieur est principalement composé de glaces et de roches, d'où leur nom de « géantes de glaces ». Par ailleurs, le méthane est partiellement responsable de la teinte bleue de l'atmosphère de Neptune, bien que l'origine exacte de ce bleu azur reste encore inexpliquée. De plus, contrairement à l'atmosphère brumeuse et relativement sans relief d'Uranus, l'atmosphère de Neptune présente des conditions météorologiques actives et visibles. Par exemple, au moment du survol de Voyager 2 en 1989, l'hémisphère sud de la planète présentait une Grande Tache sombre comparable à la Grande Tache rouge sur Jupiter. Ces conditions météorologiques sont entraînées par les vents les plus forts connus dans le Système solaire, atteignant des vitesses de 2 100 km/h. En raison de sa grande distance au Soleil, son atmosphère extérieure est l'un des endroits les plus froids du Système solaire, les températures au sommet des nuages approchant 55 K (−218,15 °C).
La planète porte le nom de Neptune, dieu des mers dans la mythologie romaine, et a pour symbole astronomique ♆, une version stylisée du trident du dieu.

## Découverte

### Premières apparitions
Neptune n'est pas visible à l'œil nu, ; il a donc fallu l'invention du télescope pour pouvoir l'observer. Pourtant, cette découverte se démarque de celle des autres planètes car elle est avant tout mathématique : elle est faite par le calcul à partir de la trajectoire et des caractéristiques d'Uranus. Ainsi, le télescope n'a ensuite servi qu'à la confirmation de la découverte.

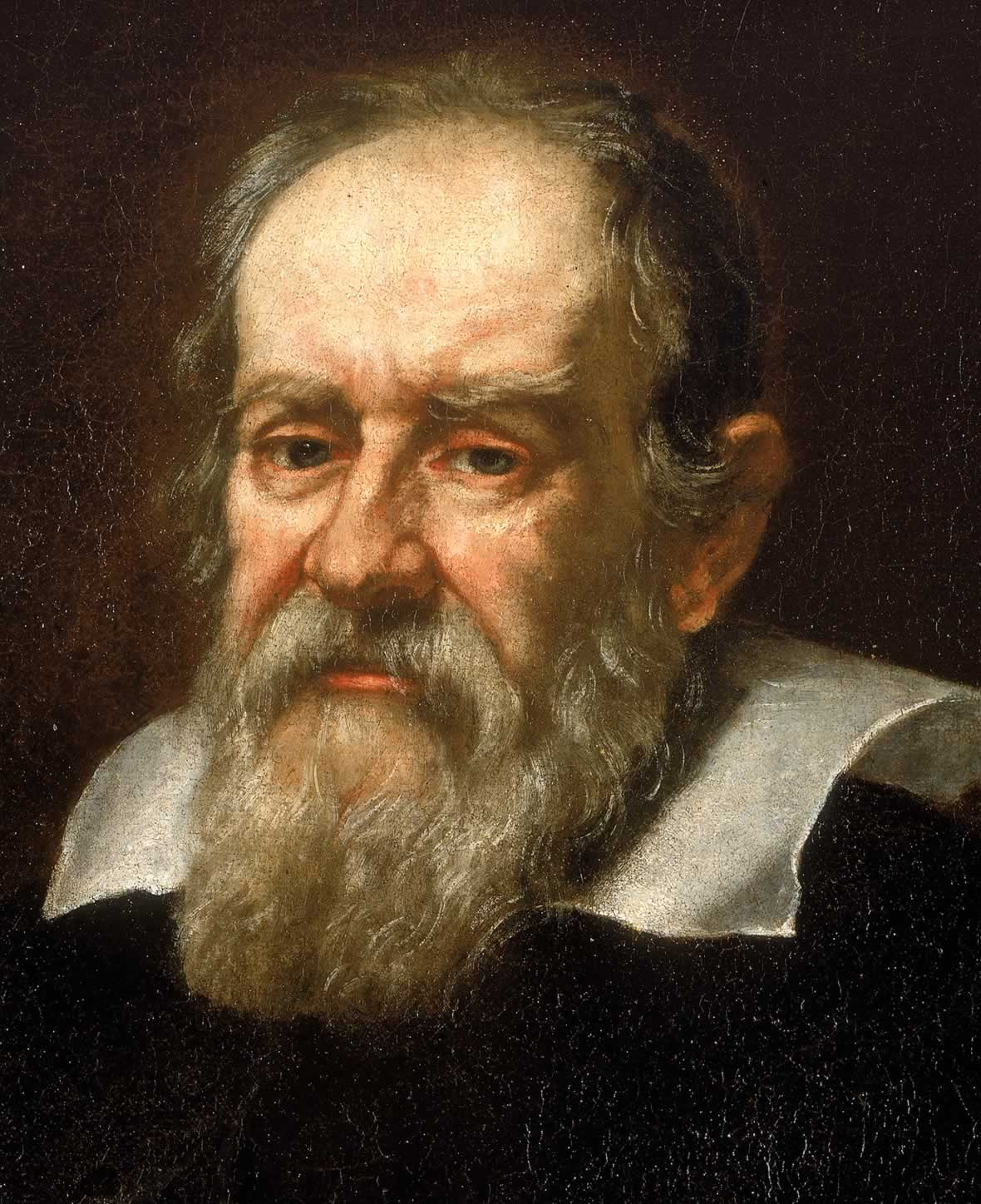
Galilée.

Plusieurs astronomes, avant sa découverte au XIXe siècle, l'observent cependant sans pour autant noter qu'il s'agit d'une planète. Ainsi, les dessins astronomiques de Galilée montrent qu'il observe Neptune le 28 décembre 1612 alors qu'elle apparaît en conjonction avec Jupiter. La planète est alors répertoriée comme une simple étoile fixe. Il la remarque de nouveau dans le ciel un mois plus tard, le 28 janvier 1613, et une étude de 2009 avance qu'il constate même qu'elle a bougé par rapport à une étoile voisine,. Ainsi, ce ne peut pas être une étoile fixe, mais Galilée ne tire aucune conclusion et ne l'évoque plus par la suite. Comme il pensait alors n'avoir observé qu'une étoile, il n'est pas crédité de sa découverte. Neptune est également observée par Joseph Jérôme Lefrançois de Lalande (1732 – 1807) en 1795 et par John Herschel, fils de William Herschel, qui a auparavant découvert Uranus, en 1830, sans qu'ils ne notent non plus rien de particulier, la prenant aussi pour une étoile.
Les mathématiciens commencent dès 1788 à observer que la planète Uranus, récemment découverte, ne présente pas une orbite semblant se conformer aux modèles existants. Aussi, plus le temps passe et plus l'erreur entre la position annoncée de l'astre et celle relevée augmente. Jean-Baptiste Joseph Delambre tente d'expliquer les anomalies en ajoutant l'influence gravitationnelle de Jupiter et Saturne dans ses calculs. Ses tables sont alors plus précises, mais ne permettent toujours pas de prévoir le mouvement de la planète à long terme,. En 1821, l'astronome français Alexis Bouvard publie de nouvelles tables en utilisant 17 observations étalées sur les 40 années écoulées depuis sa découverte pour tenter, en vain, d'expliquer l'orbite d'Uranus,. Des observations ultérieures révèlent des écarts substantiels par rapport aux tables, conduisant Bouvard à émettre l'hypothèse qu'un corps inconnu perturberait l'orbite par interaction gravitationnelle.

### Recherche d'une planète transuranienne

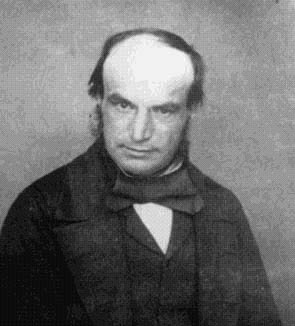
John Couch Adams.

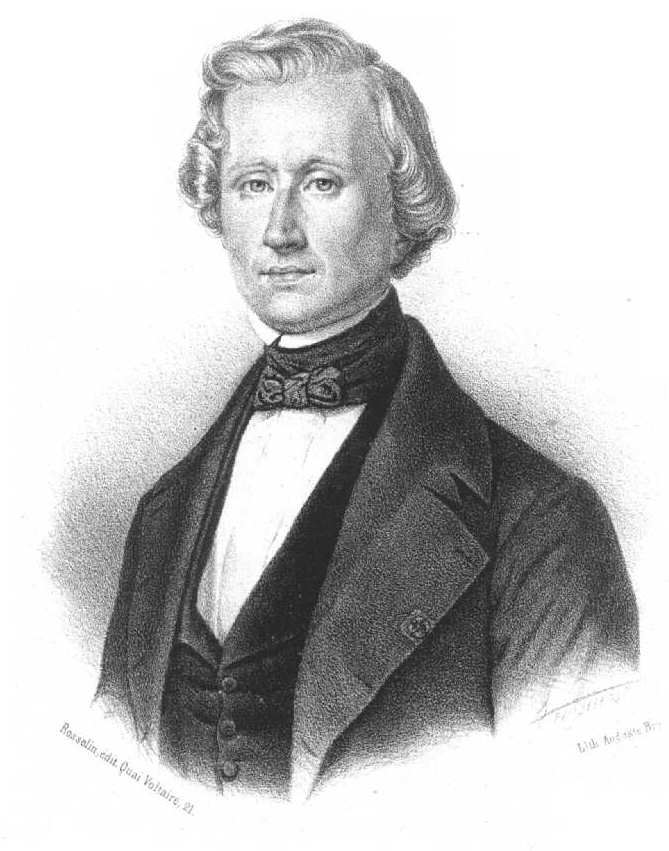
Urbain Le Verrier.

Lors d'une réunion de la British Science Association, George Biddell Airy rapporte que les tables de Bouvard sont erronées de l'ordre d'une minute de degré. Principalement deux hypothèses s'opposent alors : celle de Bouvard sur l'existence d'une autre planète encore inconnue, qui pourrait affecter les mouvements d'Uranus, et celle d'une remise en cause de la loi universelle de la gravitation, proposée par Airy — selon lui, la loi de gravitation perdrait de sa validité au fur et à mesure que l'on s'éloigne du Soleil,. Cependant, l'existence d'une nouvelle planète trans-uranienne fait consensus pour la plupart des astronomes pour expliquer les perturbations du mouvement d'Uranus,.
Étudiant à Cambridge, John Couch Adams trouve le 26 juin 1841 le rapport d'Airy concernant le problème de l'orbite d'Uranus et est intéressé par la question. En 1843, une fois ses études finies, il se met au travail et s'appuie sur la loi de Titius-Bode pour obtenir une première approximation de la distance de cette nouvelle planète au Soleil,,. Dans la mesure où la plupart des planètes — sauf Mercure — possèdent une orbite faiblement excentrique, il suppose également que son orbite est circulaire afin de simplifier les calculs. Il termine ses travaux deux ans plus tard, en ayant déterminé la position de Neptune avec une erreur de moins de deux degrés à la position réelle, mais il lui faut encore confirmer par observation,. James Challis, directeur de l'observatoire de Cambridge, le renvoie à l'astronome royal Sir George Biddell Airy. Celui-ci émet dans un premier temps des doutes sur les travaux de son jeune collègue,,.
Parallèlement, en France, François Arago — alors directeur de l'observatoire de Paris — encourage le mathématicien Urbain Le Verrier, spécialisé en mécanique céleste, à déterminer les caractéristiques de cette huitième planète. Il commence ses travaux sur Uranus en 1845 et, ignorant totalement ceux d'Adams, utilise une méthode différente et indépendante,, puis publie ses premiers résultats le 10 novembre 1845 dans Premier mémoire sur la théorie d'Uranus, puis dans Recherche sur les mouvements d'Uranus le 1er juin 1846.
Airy, remarquant les travaux de l'astronome français, fait le parallèle avec ceux d'Adams et entre en contact avec Le Verrier. Ce dernier lui demande à son tour d'effectuer les recherches de la planète à l'aide des calculs qu'il vient de publier, mais Airy refuse. Finalement, sous la pression de George Peacock, Airy demande à James Challis le 12 juillet 1846 d'entreprendre la recherche du nouvel astre au télescope. Adams, informé par le directeur de Cambridge, fournit de nouvelles coordonnées à Challis, en précisant que l'objet serait de magnitude 9, mais Airy propose à Challis d'observer une large portion du ciel et jusqu'à une magnitude 11. Cette méthode demande à Challis beaucoup plus de temps d'observation, d'autant plus qu'il ne dispose pas de cartes de la zone à observer fiables. Challis commence ses recherches le 1er août 1846 puis parcourt le ciel en août et en septembre, sans réussir à l'identifier,.

### Découverte de la planète

Perturbations d'Uranus dues à la présence de Neptune (non à l'échelle).

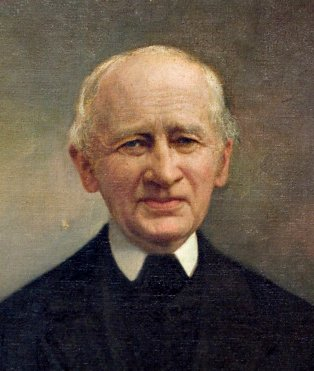
Johann Gottfried Galle.

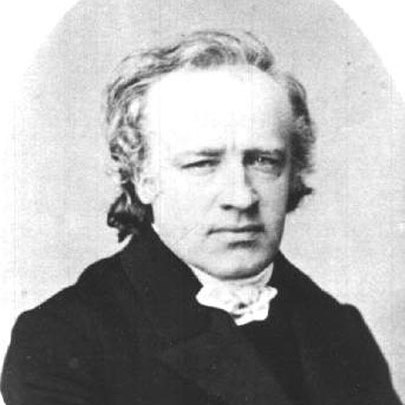
Heinrich Louis d'Arrest.

Le Verrier communique ses résultats définitifs à l'Académie des sciences le 31 août 1846. Devant le peu d'enthousiasme des astronomes français, il décide de faire alors appel à l'une de ses connaissances, l'astronome prussien Johann Gottfried Galle, de l'observatoire de Berlin,. Heinrich d'Arrest, étudiant à l'observatoire, suggère à Galle de comparer une carte du ciel récemment dessinée dans la région de l'emplacement prédit par Le Verrier avec le ciel actuel, pour rechercher le déplacement caractéristique d'une planète, par opposition à une étoile,.
Le 23 septembre 1846, Galle reçoit par lettre la position de la planète. Il découvre Neptune le soir même, en pointant son télescope à l'endroit indiqué ; elle se trouve alors à seulement un degré de l'emplacement calculé par Le Verrier,. Il l'observe à nouveau le lendemain, pour vérifier si l'astre a bien bougé, avant de confirmer qu'il s'agit bien de la planète recherchée,. Triton, son plus gros satellite naturel, est découverte par William Lassell 17 jours après Neptune,.

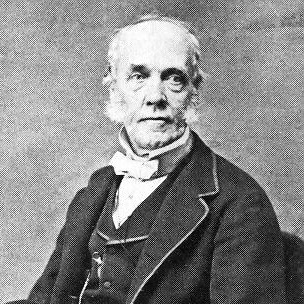
William Lassell.

Outre-Manche, la déception est grande. Challis, en revoyant ses notes, découvre qu'il a observé Neptune deux fois, les 4 et 12 août, mais ne l'a pas reconnue comme une planète car il lui manquait une carte stellaire à jour et il était distrait par son travail simultané sur les observations de comètes,. Par ailleurs, une vive rivalité nationaliste se lance entre les Français et les Britanniques afin d'attribuer la paternité de la découverte. Les Britanniques avancent les papiers d'Adams tandis que les Français réfutent en rappelant que seule une publication officielle peut valider la découverte, et refusent par principe que le nom d'Adams figure à côté de celui de Le Verrier dans les livres d'histoire. En juin 1847, Adams et Le Verrier se rencontrent pour la première fois à la British Association for the Advancement of Science et entretiennent par la suite une relation amicale.
Finalement, un consensus international apparaît pour que Le Verrier et Adams aient un crédit conjoint. Cependant, depuis 1966, Dennis Rawlins remet en question la prétention d'Adams à la co-découverte et la question est réévaluée par les historiens avec le retour en 1998 des « Neptune papers » à l'Observatoire royal de Greenwich. Après étude des documents, le compte rendu suggère que « Adams ne mérite pas le même crédit que Le Verrier pour la découverte de Neptune. Ce crédit appartient uniquement à la personne qui a réussi à la fois à prédire la position de la planète et à convaincre les astronomes de la rechercher ».

### Appellation

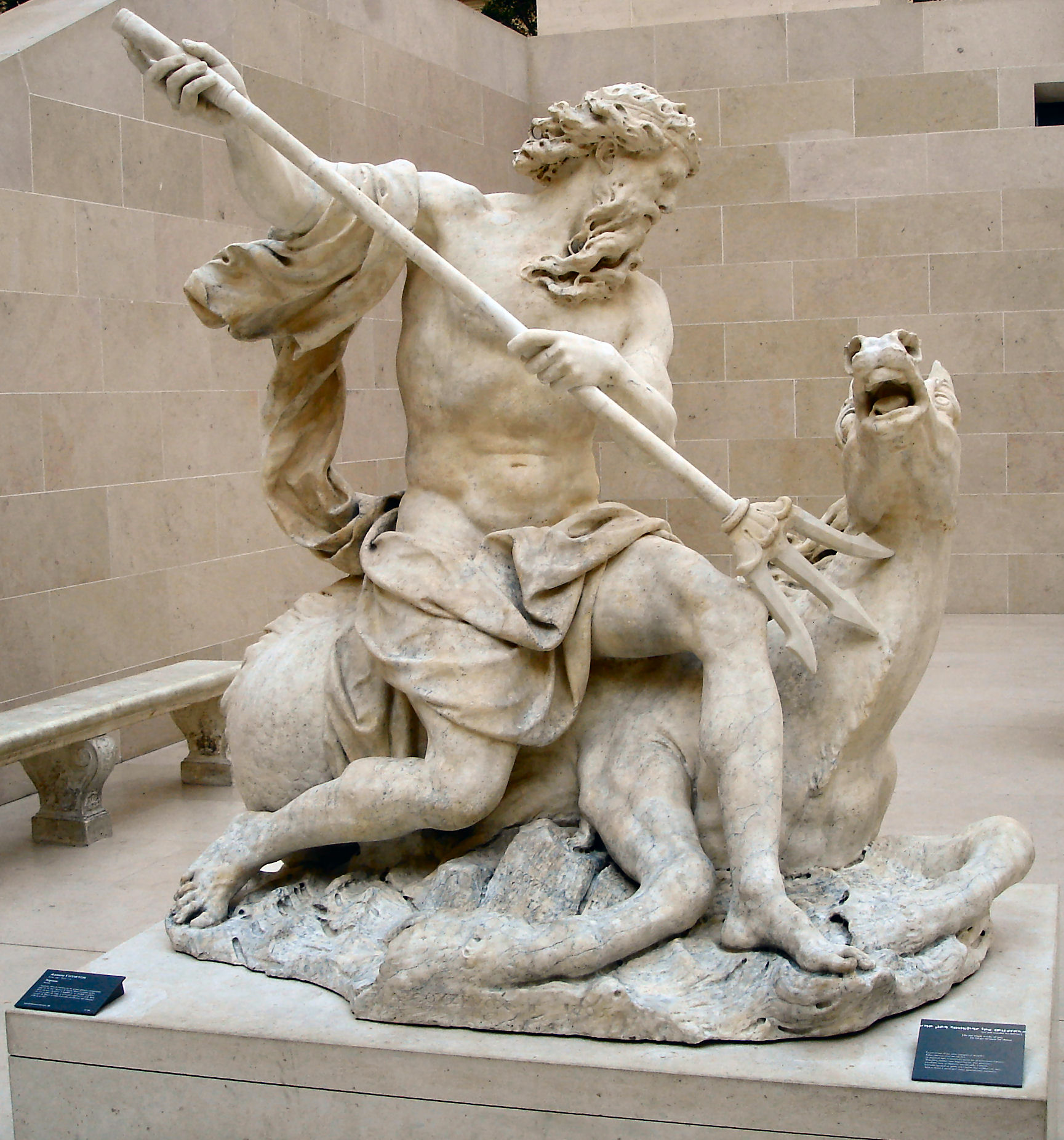
Neptune, dieu des mers, armé de son trident caractéristique (musée du Louvre).

Peu de temps après sa découverte, Neptune est simplement appelée « la planète extérieure à Uranus » ou encore « planète Le Verrier ». La première suggestion de nom vient de Johann Galle, qui propose le nom « Janus », du dieu romain des commencements et des fins, des choix et des portes,. En Angleterre, Challis propose le nom d'« Oceanus », un Titan fils d'Ouranos (équivalent grec d'Uranus),.
Revendiquant le droit de nommer sa découverte, Le Verrier propose rapidement le nom « Neptune » pour cette nouvelle planète, tout en affirmant faussement que cela a été officiellement approuvé par le Bureau des longitudes,. En octobre 1848, il change d'avis et cherche à nommer la planète « Le Verrier », de son nom, ayant le soutien fidèle du directeur de l'observatoire, François Arago. Cette suggestion rencontre cependant une vive résistance hors de France. Les almanachs français réintroduisent le nom « Herschel » pour Uranus, d'après le découvreur de cette planète, Sir William Herschel, et « Leverrier » pour la nouvelle planète.
Wilhelm von Struve se prononce en faveur du nom « Neptune » le 29 décembre 1846 à l'Académie des sciences de Saint-Pétersbourg,. Aussi, « Neptune » devient rapidement le nom internationalement accepté. Dans la mythologie romaine, Neptune est le dieu de la mer, identifié au dieu grec Poséidon. La demande d'un nom mythologique est par ailleurs en accord avec la nomenclature des autres planètes qui sont toutes nommées d'après la mythologie romaine,.
La plupart des langues utilisent aujourd'hui une variante du nom « Neptune » pour la planète. Dans les langues chinoises, en vietnamien, en japonais et en coréen, le nom de la planète est traduit par « étoile du roi de la mer » (海王星). En grec moderne, la planète a pour nom « Poséidon » (Ποσειδώνας / Poseidónas). En hébreu, רהב (Rahab), du nom d'un monstre marin mythique mentionné dans le Livre des Psaumes, est sélectionné comme nom officiel de la planète lors d'un vote organisé par l'Académie de la langue hébraïque en 2009 — même si le nom נפטון (Neptun) reste couramment utilisé. Finalement, en maori, nahuatl et gujarati, la planète prend respectivement les noms du dieu maori de la mer Tangaroa, du dieu de la pluie Tlāloc et du dieu hindou de l'océan Varun.

### Après la découverte

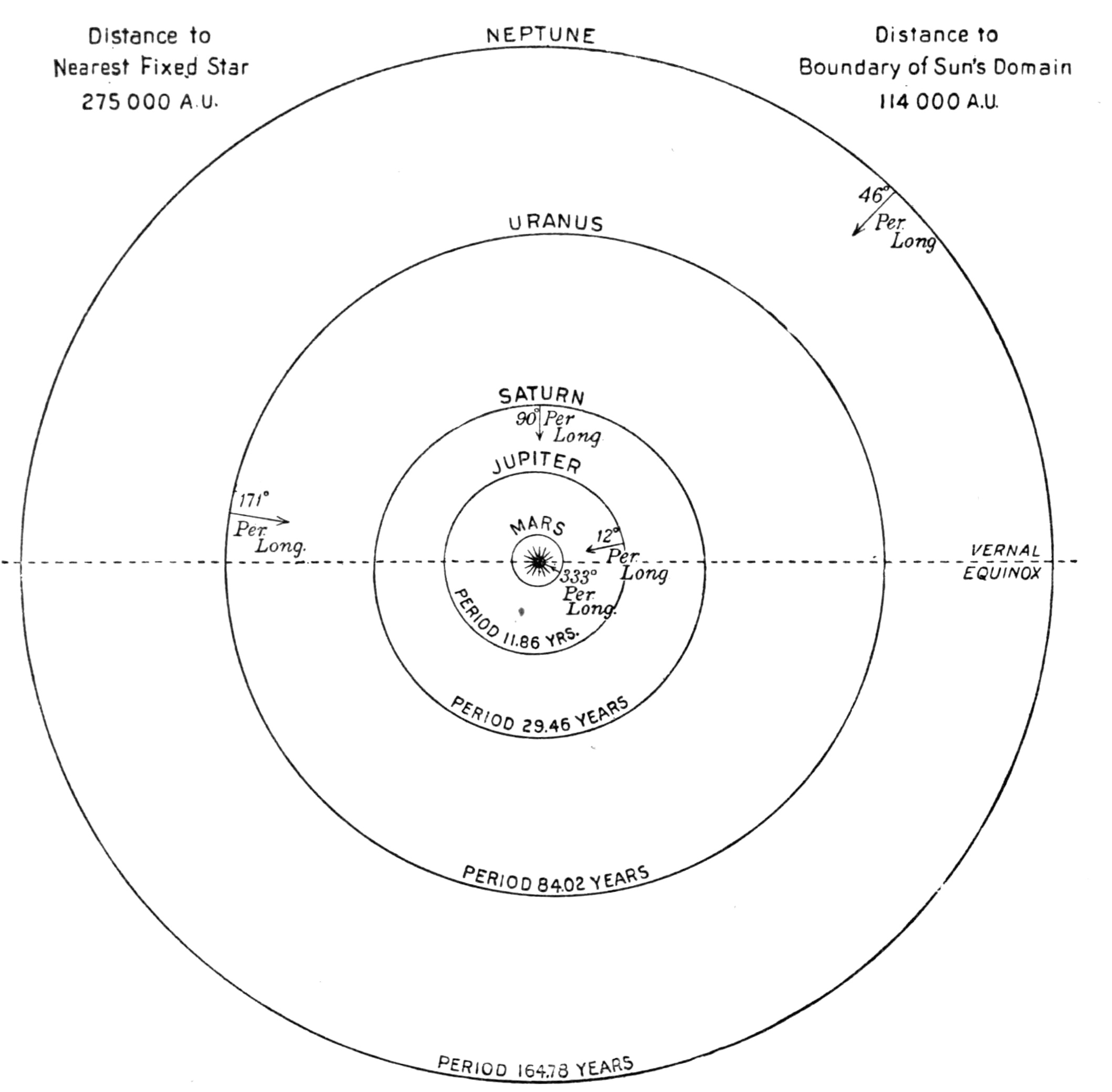
Dessin du Système solaire par Percival Lowell en 1903.

Neptune est la seule des huit planètes connues à avoir été découverte par le calcul mathématique plutôt que par l'observation empirique. Contrairement aux sept autres planètes, Neptune n'est jamais visible à l'œil nu : sa magnitude apparente se situe entre 7,6 et 8,0 et en fait un astre environ quatre fois moins brillant que les plus pâles étoiles visibles à l'œil nu dont la magnitude apparente est de 6,. Elle n'apparaît comme un disque bleu-vert qu'à travers un télescope.
Durant le XIXe siècle et le début du XXe, les astronomes pensent qu'Uranus et Neptune sont des planètes telluriques. En 1909, les scientifiques croient observer, dans le spectre de Neptune, la bande verte caractéristique d'une présence de la chlorophylle, et l’hypothèse de la vie végétale sur cette planète est émise. On s’aperçoit cependant quelques années plus tard que cette bande provient en réalité de l'emploi de plaques orthochromatiques.
À la fin du XIXe siècle, il est suggéré que les irrégularités observées dans le mouvement d'Uranus et de Neptune découlent de la présence d'une autre planète encore plus éloignée. Après des recherches approfondies, Pluton est découverte le 18 février 1930 au point de coordonnées fourni par les calculs de William Henry Pickering et Percival Lowell pour la Planète X. Cependant, la nouvelle planète est trop lointaine pour générer les irrégularités observées dans le mouvement d'Uranus, tandis que celles observées pour Neptune découlaient d'une erreur dans l'estimation de la masse de la planète (qui a été identifiée avec la mission de Voyager 2). La découverte de Pluton est donc plutôt fortuite. En raison de sa grande distance, la connaissance de Neptune reste faible au moins jusqu'en 1949, quand Gerard Kuiper découvre sa deuxième lune Néréide. Dans les années 1970 et 1980, des indices sont obtenus sur la présence probable d'anneaux planétaires ou au moins de fragments autour de Neptune. En 1981, une équipe menée par Harold Reitsema observe un troisième de ses satellites, Larissa,.

### Statut
Depuis sa découverte en 1846 jusqu'à la découverte de Pluton en 1930, Neptune était la planète la plus éloignée connue. Avec cette découverte, Neptune devient l'avant-dernière planète, sauf pour une période de 20 ans entre 1979 et 1999, lorsque l'orbite elliptique de Pluton faisait qu'elle était plus proche du Soleil que Neptune,,. Finalement, la découverte de la ceinture de Kuiper en 1992 conduit de nombreux astronomes à débattre de la question de Pluton et de savoir si elle doit toujours être considérée comme une planète ou comme intégrée à la ceinture de Kuiper,. En 2006, l'Union astronomique internationale définit le mot « planète » pour la première fois, reclassant Pluton comme « planète naine » et faisant de Neptune à nouveau la planète la plus éloignée du Soleil,.

## Caractéristiques physiques

### Masse et diamètre

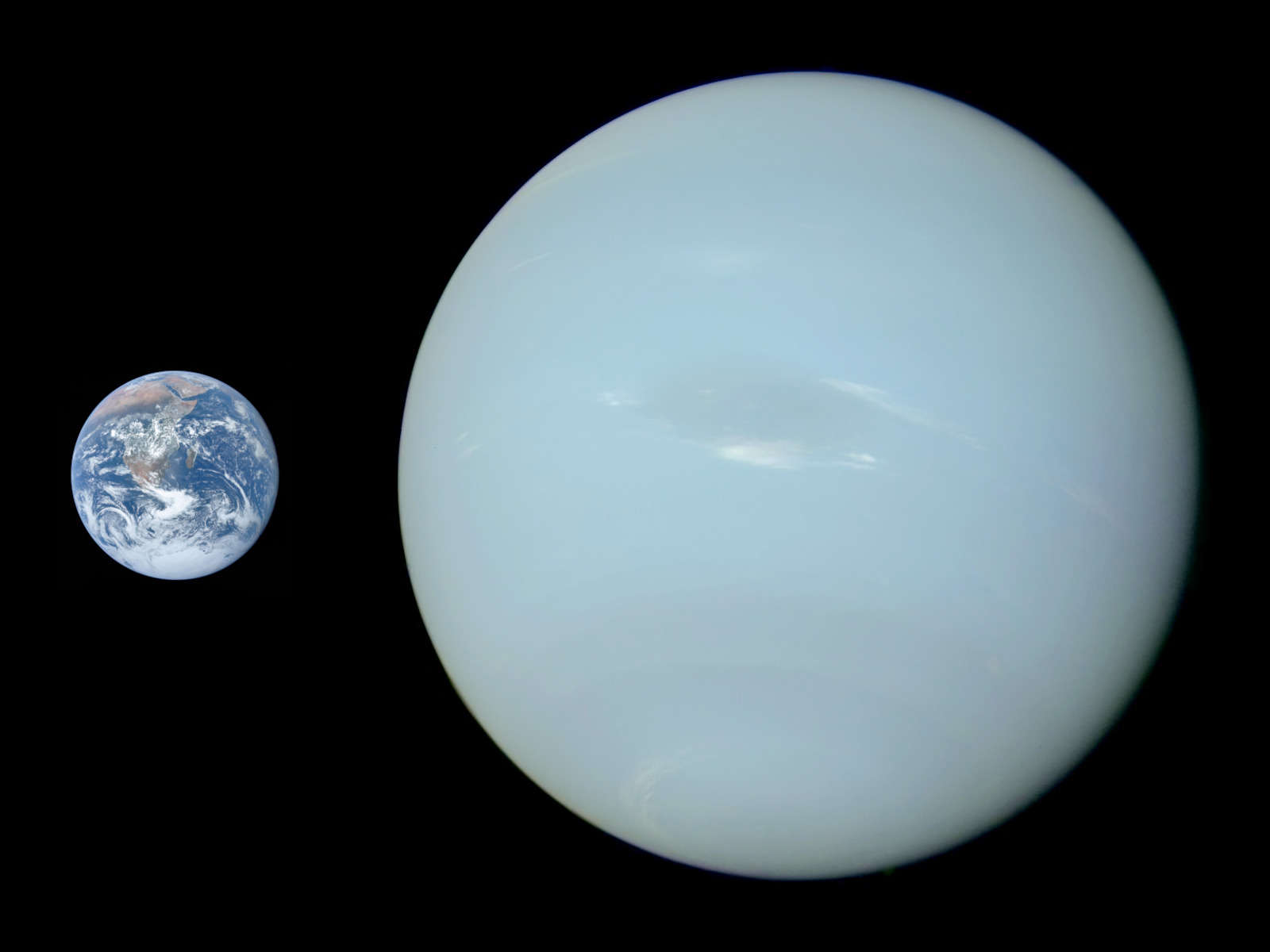
Comparaison de taille entre Neptune et la Terre.

D'une masse de 1,024 × 1026 kg, Neptune est un corps intermédiaire entre la Terre et les géantes gazeuses comme Jupiter ou Saturne. En effet, la masse neptunienne est 17 fois plus importante que celle de la Terre mais 1/19e de la masse jovienne,,. Le rayon équatorial de la planète est de 24 764 km, environ quatre fois celui de la Terre,. Sa gravité à 1 bar est de 11,15 m/s2,, soit 1,14 fois la gravité de surface sur Terre, surpassée seulement par Jupiter dans le Système solaire.
Du fait de la compression gravitationnelle, Neptune est plus petite qu'Uranus (49 528 km de diamètre pour Neptune, contre 51 118 km pour Uranus) car elle est plus massive que cette dernière (Uranus possède une masse de 8,681×1025 kg),.
Par ailleurs, Neptune et Uranus sont souvent considérées comme une sous-classe des planètes géantes, appelées « géantes de glaces » en raison de leur taille plus petite et de leur plus forte concentration de substances volatiles par rapport à Jupiter et Saturne. Dans le cadre de la recherche d'exoplanètes, Neptune est utilisée comme métonymie : les corps découverts ayant une masse similaire sont en effet qualifiés de « Neptunes », par exemple les Neptune chauds ou froids,.

### Structure interne

Composition de Neptune :
1 - haute atmosphère ;
2 - atmosphère composée de gaz d'hélium, d'hydrogène et de méthane ;
3 - manteau composé de glaces d'eau, d’ammoniac et de méthane ;
4 - noyau rocheux.

La structure interne de Neptune serait similaire à celle d'Uranus. Aussi, bien que sa densité soit trois fois plus faible que celle de la Terre, il s'agit de la planète géante la plus dense du Système solaire. Cela implique qu'un plus large pourcentage de son intérieur est composé de glaces fondues et de matériaux rocheux. Ainsi, elle possède probablement un noyau solide composé de fer, de nickel et de silicates, d'une masse d'environ 1,2 fois celle de la Terre,. La pression au centre serait d'environ 8 Mbar (800 GPa) — environ deux fois plus élevée qu'au centre de la Terre — et la température d'environ 8 100 K (7 826,85 °C) — soit plus que celle régnant dans le noyau interne terrestre et à la surface du Soleil,.
Au-dessus de ce noyau, à l'instar d'Uranus, Neptune pourrait présenter une composition assez uniforme (différentes glaces, hydrogène et hélium) et non pas une structure « en couches » comme Jupiter et Saturne. Cependant, plusieurs modèles actuels de la structure d'Uranus et Neptune proposent l'existence de trois couches : un cœur rocheux, une couche médiane allant de glacée à liquide et formée d'eau, de méthane et d'ammoniac, et une atmosphère d'hydrogène et d'hélium, bien que la réalité puisse être plus complexe.
En 1981, des études théoriques et des expériences réalisées par compression laser conduisent Marvin Ross, du laboratoire national Lawrence Livermore, à proposer que cette couche soit totalement ionisée et que le méthane y soit pyrolysé en carbone sous forme de métal ou de diamant. Le méthane se décompose en carbone et en hydrocarbures. Ensuite, la précipitation du carbone libère de l'énergie — énergie potentielle gravitationnelle convertie en chaleur — entraînant des courants de convection qui libèrent les hydrocarbures dans l'atmosphère. Ce modèle expliquerait la présence d'hydrocarbures divers dans l'atmosphère de Neptune,.
En 2017, de nouvelles expériences simulant les conditions présumées régner vers 10 000 km sous la surface d'Uranus et de Neptune viennent conforter ce modèle en produisant des diamants de taille nanométrique. Ces conditions de hautes température et pression ne peuvent pas être maintenues plus d'une nanoseconde sur Terre mais, dans les conditions régnant dans les atmosphères de Neptune ou d'Uranus, les nano-diamants auraient le temps de croître pour donner des pluies de diamants,,. Il est également supposé que ce type de pluie de diamants se produise sur Jupiter et Saturne. Aussi, le sommet du manteau peut être un océan de carbone liquide où les « diamants » solides flottent,,.
Le manteau équivaut à une masse comprise entre 10 et 15 masses terrestres et est riche en eau, en ammoniac et en méthane. Comme il est d'usage en science planétaire, ce mélange est qualifié de glacé même s'il s'agit d'un fluide chaud et dense. Ce fluide, qui a une conductivité électrique élevée, est parfois appelé océan eau-ammoniac. Le manteau peut être constitué d'une couche d'eau ionique dans laquelle les molécules d'eau se décomposent en ions hydrogène et oxygène, et plus profondément en eau superionique, dans laquelle l'oxygène cristallise mais les ions hydrogène flottent librement dans le réseau d'oxygène.

### Chaleur interne

Quatre images prises à quatre heures d'intervalle chacune par Hubble (en).

Le climat varié de Neptune par rapport à Uranus est en partie dû à sa chaleur interne plus élevée. Les régions supérieures de la troposphère de Neptune atteignent une température basse de 55 K (−218,15 °C). À une profondeur où la pression atmosphérique est égale à 1 bar (100 kPa), la température est de 72 K (−201,15 °C). Plus profondément à l'intérieur des couches de gaz, la température augmente de façon constante.
Comme pour Uranus, la source de ce réchauffement est inconnue. Cependant, l'écart est plus grand sur Neptune : si Uranus rayonne 1,1 fois plus d'énergie qu'elle n'en reçoit du Soleil, Neptune rayonne environ 2,61 fois plus d'énergie qu'elle n'en reçoit,,. Ainsi, même si Neptune se trouve 50 % plus loin du Soleil qu'Uranus et ne reçoit donc que 40 % de sa lumière solaire, sa chaleur interne est suffisante pour générer les vents planétaires les plus rapides du Système solaire.
Selon les propriétés thermiques de son intérieur, la chaleur résultante de la formation de la planète peut être suffisante pour expliquer ce flux de chaleur actuel, bien qu'il soit difficile d'expliquer simultanément le manque de chaleur interne d'Uranus tout en observant la similitude apparente entre les deux planètes. Il est aussi possible que les activités atmosphériques sur les deux géantes glacées soient plus dépendantes de l'irradiation solaire que de la quantité de chaleur s'échappant de leur intérieur.
Or, la température de Neptune est loin d'être stabilisée. Grâce à près d'une centaine d'images prises avec le Très Grand Télescope, une équipe de chercheurs obtient ainsi des résultats non explicables par la théorie actuelle. D'une part, entre 2003 et 2018, la température moyenne aurait baissé de 8 °C, en dépit de l'arrivée de l'été austral. D'autre part, un réchauffement rapide est constaté au pôle Sud de Neptune de 2018 à 2020, avec près de 11 °C d'augmentation durant ces deux seules années,.

### Atmosphère

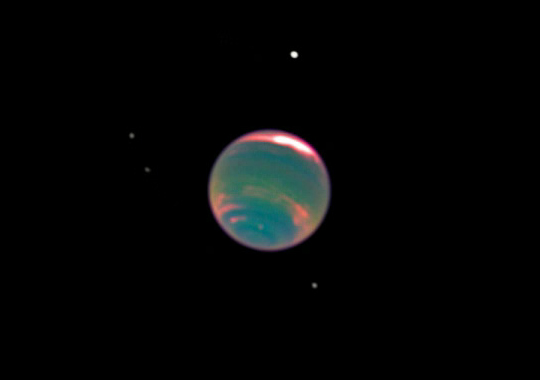
Image composite de lumière visible et infrarouge de Neptune, montrant des bandes de méthane (en rouge) dans son atmosphère. Par ailleurs, on voit quatre de ses lunes : Protée, Larissa, Galatée et Despina (par Hubble).

L'atmosphère de Neptune, épaisse de plus de 8 000 km, est composée en volume d'environ 80 % d'hydrogène et de 19 % d'hélium avec de l'ordre de 1,5 % de méthane CH4— le fait que la somme fasse plus de 100 % est dû aux incertitudes sur ces proportions. Des traces d'ammoniac (NH3), d'éthane (C2H6) et d'acétylène (C2H2) ont également été détectées. Son atmosphère forme environ 5 % à 10 % de sa masse et représente 10 % à 20 % de son rayon.
La couleur bleue de Neptune provient principalement du méthane qui absorbe la lumière dans les longueurs d'onde du rouge. En effet, des bandes d'absorption importantes de méthane existent à des longueurs d'onde du spectre électromagnétique supérieures à 600 nm.
L'atmosphère de Neptune est divisée en deux régions principales : la basse troposphère, où la température diminue avec l'altitude, et la stratosphère, où la température augmente avec l'altitude. La frontière entre les deux, la tropopause, se situe à une pression de 0,1 bar (10 kPa). La stratosphère cède ensuite la place à la thermosphère vers les pressions proches de 10-5 à 10−4 bar (1 à 10 Pa) puis passe progressivement à l'exosphère.

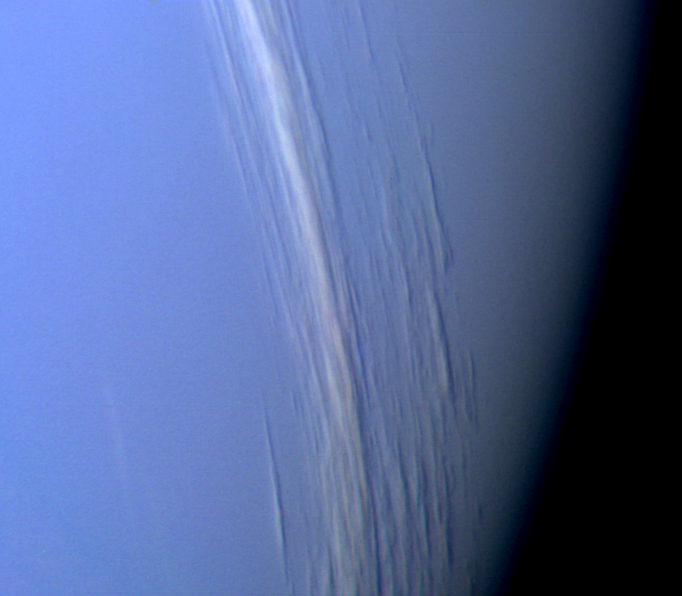
Des bandes de nuages de haute altitude projettent des ombres sur les nuages inférieurs.

Les modèles suggèrent que la troposphère de Neptune est entourée de nuages de compositions variables selon l'altitude. Les nuages de niveau supérieur se trouvent à des pressions inférieures à un bar, où la température permet au méthane de se condenser. Pour des pressions comprises entre un et cinq bars (100 et 500 kPa), ce sont des nuages d'ammoniac et de sulfure d'hydrogène qui se formeraient. Au-dessus d'une pression de cinq bars, les nuages peuvent être constitués d'ammoniac, de sulfure d'ammonium, d'hydrogène sulfuré et d'eau. Plus profondément, vers 50 bars et là où la température atteint 0 °C, il serait possible de trouver des nuages de glace d'eau.
Des nuages de haute altitude sur Neptune ont été observés, projetant des ombres sur le pont nuageux opaque en dessous. Il existe également des bandes nuageuses de haute altitude qui entourent la planète à une latitude constante. Ces bandes circonférentielles ont des largeurs de 50 et 150 km et se situent environ 50 et 110 km au-dessus du pont nuageux. Ces altitudes correspondent à la troposphère, là où les phénomènes climatiques se produisent.
Les images de Neptune suggèrent que sa stratosphère inférieure est trouble en raison de la condensation de produits de la photolyse ultraviolette du méthane, comme l'éthane et l'éthyne,. La stratosphère abrite également des traces de monoxyde de carbone et de cyanure d'hydrogène. La stratosphère de Neptune est plus chaude que celle d'Uranus en raison de sa concentration élevée en hydrocarbures.
Pour des raisons qui restent obscures, la thermosphère est à une température anormalement élevée d'environ 750 K (476,85 °C), la planète étant trop loin du Soleil pour que cette chaleur soit générée par rayonnement ultraviolet,. Le mécanisme de chauffage pourrait être l'interaction atmosphérique avec les ions dans le champ magnétique de la planète. Cela pourrait également être le résultat d'ondes de gravité qui se dissipent dans l'atmosphère. La thermosphère contient des traces de dioxyde de carbone et d'eau, qui peuvent avoir été déposées à partir de sources externes telles que les météorites et la poussière,. Une ionosphère constituée de plusieurs couches a également été découverte entre 1 000 et 4 000 km au-dessus du niveau 1 bar.
La température mesurée dans les couches les plus supérieures de l'atmosphère est de l'ordre de 55 K (−218 °C), moyenne la plus basse mesurée sur une planète du Système solaire, après Uranus,
Pendant de nombreuses années, une différence marquée de couleur entre les atmosphères d'Uranus et de Neptune a suscité un questionnement dans la communauté scientifique. En janvier 2024, une publication propose une explication : l'image publiée par la NASA après le survol de Voyager 2 était traitée pour augmenter la couleur bleue, dans le but de faire ressortir les nuages et les détails de son atmosphère, mais cette information s'est perdue. De nouvelles mesures du spectre de Neptune provenant du télescope spatial Hubble et du Very Large Telescope indiquent que les atmosphères des deux planètes seraient similaires et que les deux planètes partagent la même couleur à quelques variations près.

### Climat
Le climat sur Neptune est caractérisé par d'importants systèmes de tempêtes, avec des vents dépassant les 2 000 km/h (environ 550 m/s), soit presque un flux supersonique dans l'atmosphère de la planète — où la vitesse du son est deux fois plus grande que sur Terre. Ces vents sont par ailleurs les plus rapides du Système solaire. En suivant le mouvement des nuages persistants, il a été observé que la vitesse du vent varie de 20 m/s lorsqu'ils vont vers l'est à 325 m/s lorsqu'ils vont vers l'ouest. Au sommet des nuages, les vents dominants varient en vitesse de 400 m/s le long de l'équateur jusqu'à 250 m/s aux pôles. La plupart des vents sur Neptune se déplacent dans une direction opposée à la rotation de la planète. Le schéma général des vents montre également une rotation prograde aux latitudes élevées par rapport à une rotation rétrograde aux latitudes faibles. Cette différence de direction d'écoulement serait une sorte d'effet de peau et non le résultat de processus atmosphériques plus profonds.

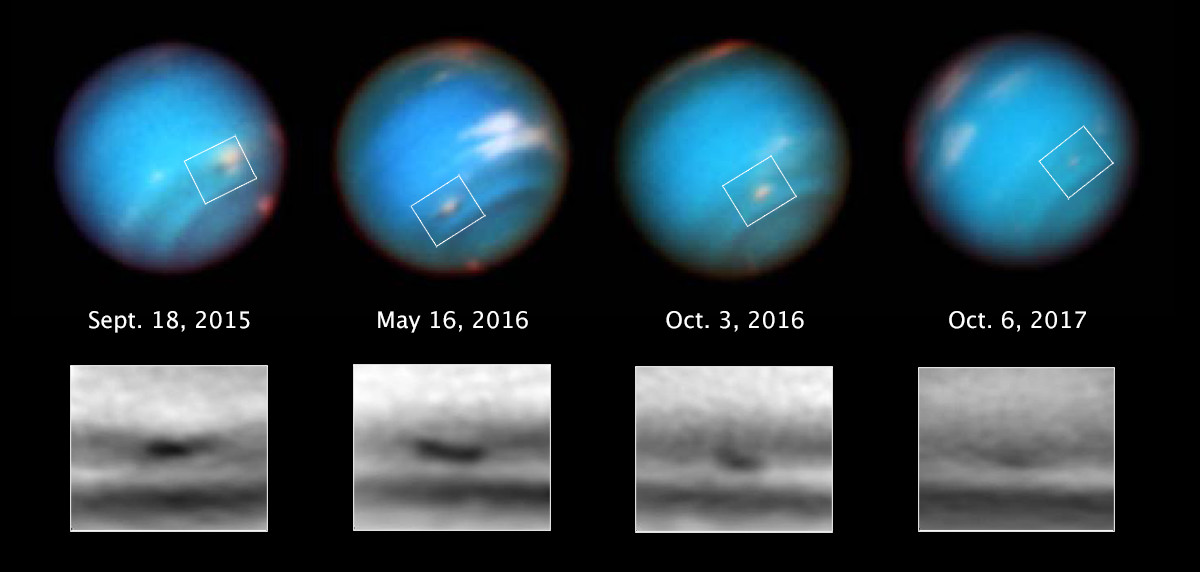
Vortex noir disparaissant en quelques années, signe de la variabilité du climat sur Neptune.

Neptune diffère grandement d'Uranus par son niveau typique d'activité météorologique. En effet, il n'a été observé aucun phénomène comparable sur Uranus d'après les observations de Voyager 2 en 1986.
L'abondance de méthane, d'éthane et d'acétylène à l'équateur de Neptune est 10 à 100 fois supérieure à celle des pôles. Ceci est interprété comme une preuve de phénomènes similaires à une remontée d'eau à l'équateur provoquée par les vents puis d'une plongée d'eau près des pôles. En effet, la photochimie ne peut sinon pas expliquer la distribution sans circulation méridienne.
En 2007, il est découvert que la troposphère supérieure au pôle sud de Neptune est environ 10 degrés plus chaude que le reste de son atmosphère, qui a pour température moyenne environ 73 K (−200,15 °C). Le différentiel de température est suffisant pour permettre au méthane, qui est figé ailleurs dans la troposphère, de s'échapper dans la stratosphère près du pôle. Ce point chaud relatif est dû à l'inclinaison axiale de Neptune, celle-ci exposant le pôle sud au Soleil pendant le dernier quart de l'année de Neptune, soit environ 40 années terrestres. Au fur et à mesure que Neptune se déplace lentement vers le côté opposé du Soleil, le pôle sud devient assombri et le pôle nord illuminé, ce qui provoque le déplacement de ce point chaud vers le pôle nord.
En raison des changements saisonniers, la planète entrant dans son printemps dans son hémisphère sud, les bandes nuageuses de l'hémisphère sud de Neptune augmentent en taille et en albédo. Cette tendance est observée pour la première fois en 1980, et devrait durer jusque dans les années 2020, du fait des saisons qui durent quarante ans sur Neptune en raison de sa longue période de révolution.

### Tempêtes

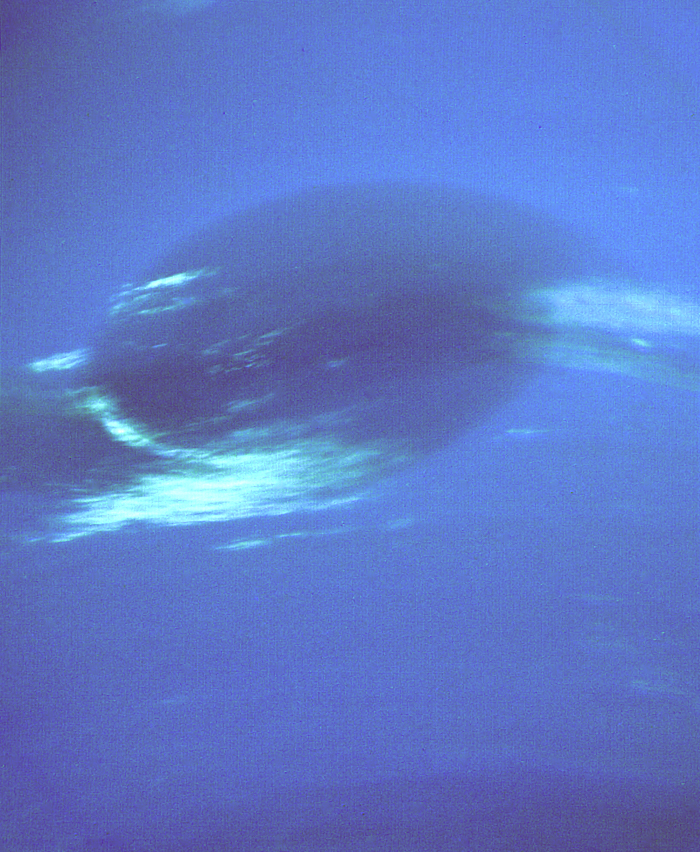
La Grande Tache sombre.

Lors du passage de Voyager 2 en 1989, la marque la plus distinctive de la planète était la « Grande Tache sombre », qui présentait à peu près la moitié de la taille de la « Grande Tache rouge » de Jupiter. Cette tache était un gigantesque anticyclone couvrant 13 000 × 6 600 km qui pouvait se déplacer à plus de 1 000 km/h,.
La Grande Tache sombre générait de gros nuages blancs, juste en dessous de la tropopause. Contrairement aux nuages de l'atmosphère terrestre qui sont composés de cristaux de glace d’eau, ceux de Neptune sont constitués de cristaux de méthane. Aussi, tandis que les cirrus sur Terre se forment et se dispersent ensuite en quelques heures, ceux de la Grande Tache étaient encore présents après 36 heures (soit deux rotations de la planète).

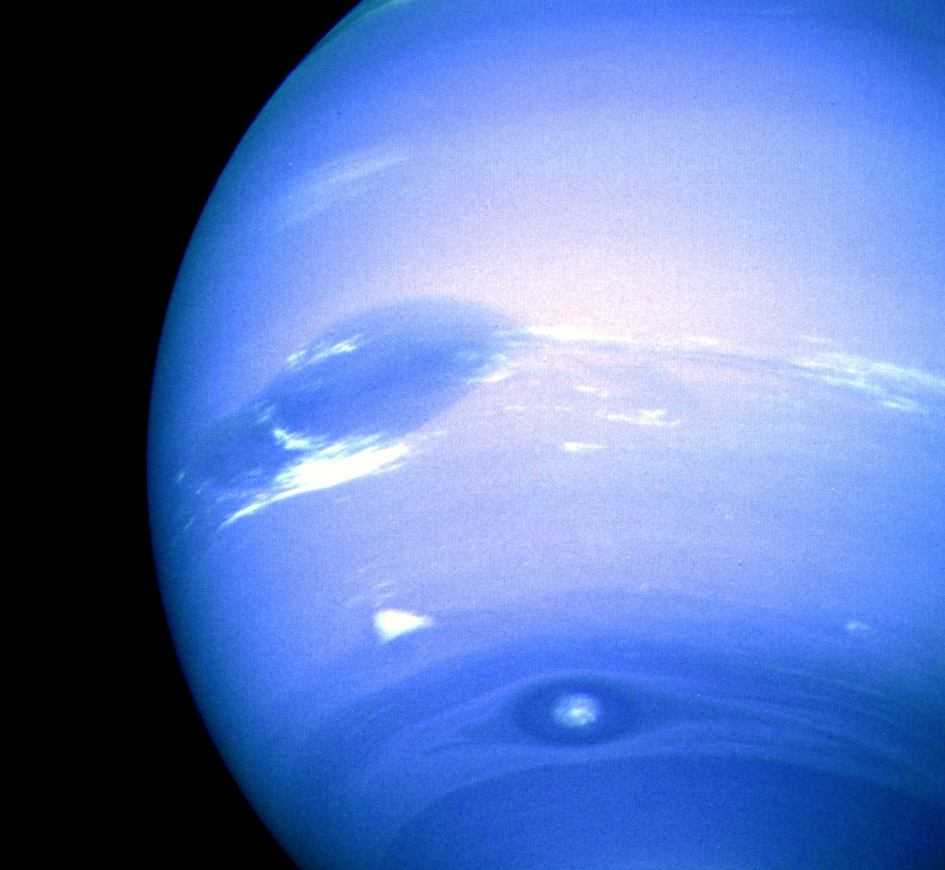
La Grande Tache sombre (en haut), le Scooter (nuage blanc au milieu), et la Petite Tache sombre (en bas). Le contraste a ici été exagéré (1989).

En novembre 1994, le télescope spatial Hubble détecte qu’elle a complètement disparu, indiquant aux astronomes qu'elle avait été recouverte ou qu'elle s'était dissipée,. La persistance des nuages l'accompagnant prouve que certaines taches anciennes peuvent subsister sous la forme de cyclones. Toutefois, une tache presque identique était alors apparue dans l’hémisphère nord de Neptune. Cette nouvelle tache, appelée la Grande tache sombre du Nord (NGDS), est restée visible pendant plusieurs années. En 2018, une nouvelle tache similaire a été détectée par Hubble,.
Le Scooter est un groupe de nuages blancs plus au sud de la Grande Tache sombre. Ce surnom est apparu pour la première fois au cours des mois qui ont précédé le survol de Voyager 2 en 1989 car il avait alors été observé qu'il se déplaçait à des vitesses plus rapides que la Grande Tache sombre,. La Petite Tache sombre est un cyclone encore plus au sud, la deuxième tempête la plus intense observée lors du survol de 1989. Sur les premières images, elle est complètement sombre mais à mesure que Voyager 2 s'approchait de la planète, un noyau lumineux s'est développé et peut être vu dans la plupart des images à haute résolution. Ces deux taches avaient également disparu lors de l'observation de 1994 par Hubble,.
Ces taches sombres se produisent dans la troposphère à des altitudes plus basses que les nuages plus brillants, de sorte qu'elles apparaissent comme des trous dans les ponts de nuages supérieurs. Comme ce sont des caractéristiques stables qui peuvent persister pendant plusieurs mois, il est supposé qu'elles ont des structures de tourbillon. Les nuages de méthane plus brillants et persistants qui se forment près de la tropopause sont souvent associés à des taches sombres. Les taches sombres peuvent se dissiper lorsqu'elles migrent trop près de l'équateur ou éventuellement par un autre mécanisme inconnu.

### Magnétosphère

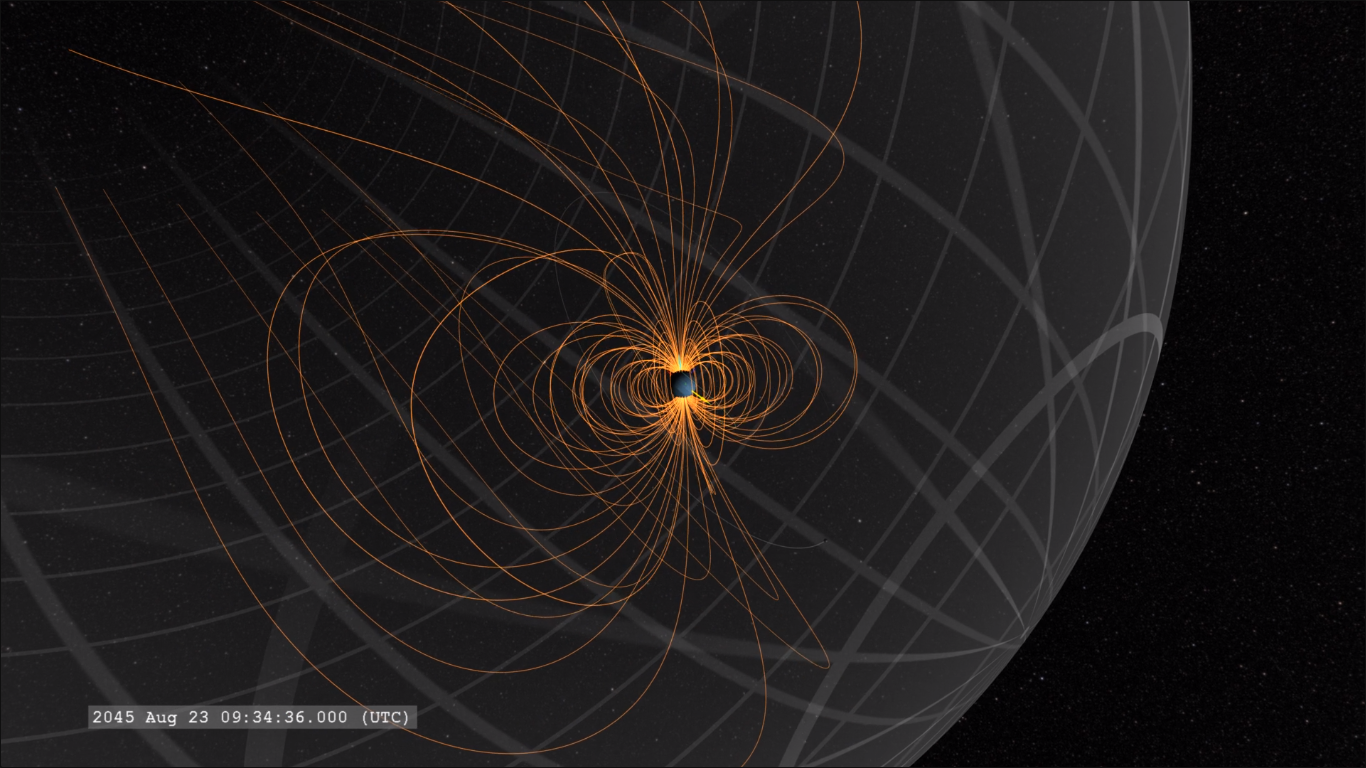
Simulation de la magnétosphère de Neptune par le NASA's Scientific Visualization Studio (2017).

La magnétosphère de Neptune ressemble à celle d'Uranus, avec un champ magnétique fortement incliné de 47° par rapport à son axe de rotation et décalé d'au moins 0,55 rayon du centre physique de la planète (soit environ 13 500 km).
Avant l'arrivée de Voyager 2 sur Neptune, il était supposé que la magnétosphère inclinée d'Uranus était le résultat de sa rotation sur le côté. Cependant, en comparant les champs magnétiques des deux planètes, il est à présent supposé que cette inclinaison extrême peut être caractéristique des flux magnétiques provenant de l'intérieur des planètes et ne résulte pas de son décalage physique ou d'une inversion de polarité. Ce champ serait alors généré par des mouvements de fluide convectif dans une fine couche sphérique de liquides électriquement conducteurs (probablement une combinaison d'ammoniac, de méthane et d'eau), créant un effet dynamo. Cependant, ses caractéristiques suggèrent qu'il pourrait être généré par un mécanisme différent que ceux de la Terre, Jupiter ou Saturne.
Le champ présente une période de rotation de 16,11 heures. La composante dipolaire du champ magnétique à l'équateur magnétique de Neptune est d'environ 14 microteslas (0,14 G). Le moment magnétique dipolaire de Neptune est d'environ 2,2 T·m3 (soit 14 μT·Rn3, où Rn est le rayon de Neptune). Le champ magnétique de Neptune a une géométrie complexe qui comprend des contributions relativement importantes de composants non dipolaires, y compris un moment quadripolaire fort qui peut dépasser le moment dipolaire en intensité. À l'inverse, des planètes comme la Terre, Jupiter et Saturne n'ont que des moments quadripolaires relativement faibles et leurs champs sont moins inclinés par rapport à l'axe polaire. Le grand moment quadripolaire de Neptune peut être le résultat de son décalage par rapport au centre de la planète et des contraintes géométriques du générateur dynamo du champ,. Par ailleurs, des aurores polaires sont découvertes sur la planète par Voyager 2.
L'arc de choc (« bow shock ») de Neptune — là où la magnétosphère commence à affecter le vent solaire — se produit à une distance de 34,9 fois le rayon de la planète. La magnétopause — là où la pression de la magnétosphère contrebalance le vent solaire — se situe à une distance de 23 à 26,5 fois le rayon de Neptune. La queue de la magnétosphère s'étend jusqu'à au moins 72 fois le rayon de Neptune, et probablement beaucoup plus loin.

## Caractéristiques orbitales

### Orbite

Orbite de Neptune en rouge ; Uranus est représentée en bleu.

Le demi-grand axe entre Neptune et le Soleil est de 4,5 milliards de kilomètres (environ 30,1 unités astronomiques) et elle complète une orbite en moyenne tous les 164,79 ± 0,1 ans. La distance au périhélie est de 29,81 au et de 30,33 au à l'aphélie, ce qui correspond à une excentricité orbitale de 0,008 678. Aussi, l'orbite de Neptune est inclinée de 1,77° par rapport à celle de la Terre et au plan de l'écliptique.
Le 11 juillet 2011, Neptune termine sa première orbite complète depuis sa découverte en 1846,. Cependant, en raison du mouvement du Soleil par rapport au barycentre du Système solaire, Neptune n'était pas au 11 juillet à la position où elle avait été découverte par rapport au Soleil. Ainsi, dans le système de coordonnées héliocentrique usuel, la longitude de découverte a été atteinte le 12 juillet,,.

### Rotation

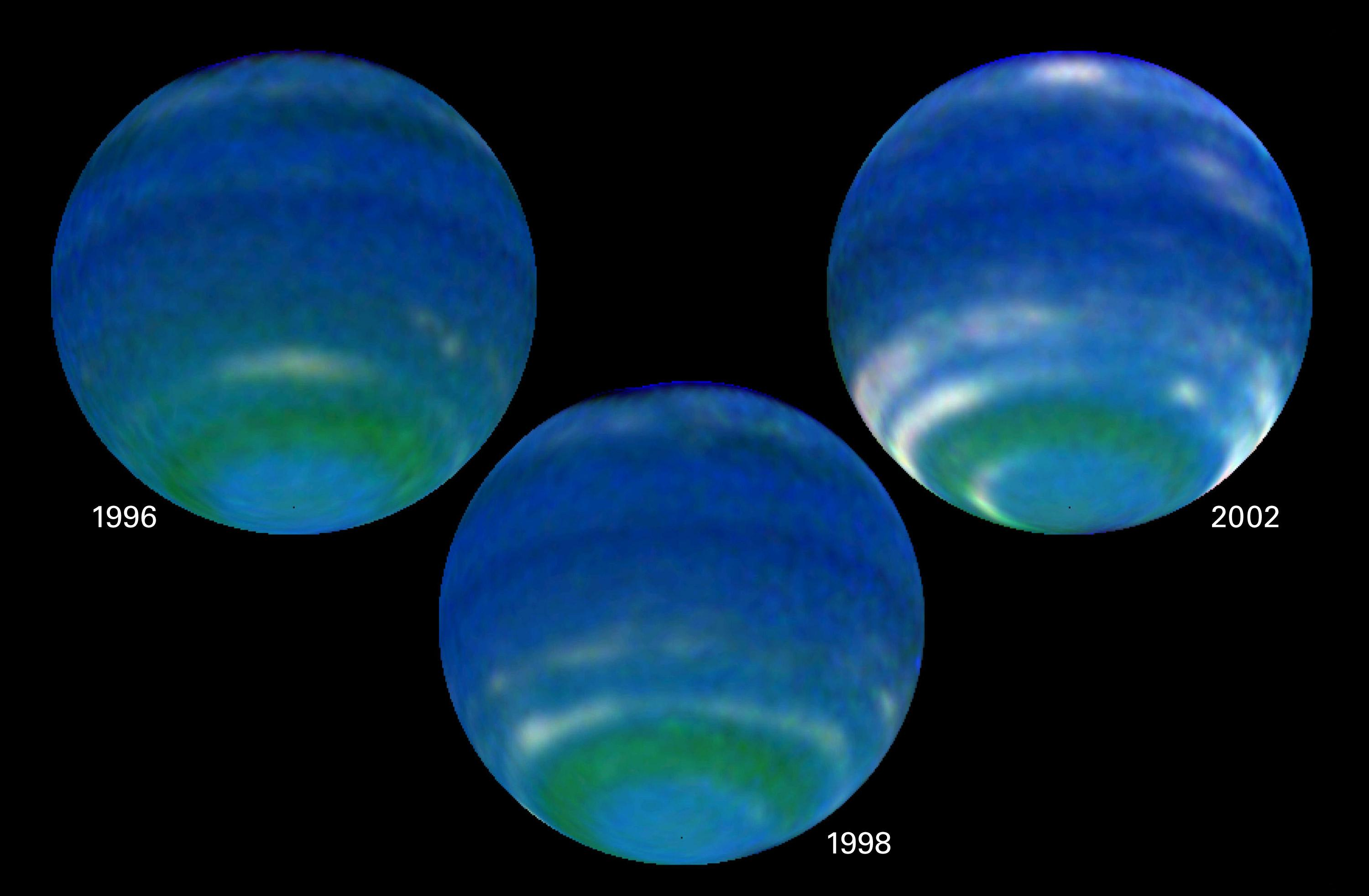
Le passage au printemps de Neptune se traduit par une augmentation de la luminosité des nuages de son hémisphère sud.

L'inclinaison axiale de Neptune est de 28,32°, ce qui est similaire aux inclinaisons de la Terre (23°) et de Mars (25°). En conséquence, Neptune subit les mêmes changements saisonniers que ceux connus sur Terre. La longue période orbitale de Neptune signifie toutefois que ces saisons durent quarante années terrestres, la planète étant dans les années 2020 à son printemps pour l'hémisphère sud.
Son jour sidéral est d'environ 16 heures 7 minutes, défini grâce à la période de rotation du champ magnétique de la planète,. En effet, quelque temps avant son survol de la planète, Voyager 2 détecte à intervalles réguliers des ondes radios, signes de son champ magnétique. Ce dernier étant engendré par des courants électriques internes à la planète, il a été déduit que la période de rotation interne était égale à l'intervalle de temps séparant ces bouffées,. Cette rotation induit un aplatissement de la planète : le rayon polaire est de 24 341 km tandis que le rayon équatorial vaut 24 764 km (niveau de pression à 1 bar).
Cependant, Neptune n'étant pas un corps solide, son atmosphère subit une rotation différentielle. Ainsi, sa zone équatoriale tourne avec une période d'environ 18 heures tandis que la période de rotations aux régions polaires est de 12 heures. Cette rotation différentielle est la plus prononcée de toutes les planètes du Système solaire et se traduit par un fort cisaillement du vent en latitude.

### Résonances orbitales

Les résonances orbitales majeures dans la ceinture de Kuiper causées par Neptune. On observe ceux en résonances 2:3 (plutinos), la ceinture des cubewano non résonnants et ceux en résonance 1:2 (twotinos).

L'orbite de Neptune a un fort impact sur la région située au-delà, connue sous le nom de ceinture de Kuiper. Celle-ci est un anneau de petits corps glacés, similaire à la ceinture d'astéroïdes mais beaucoup plus grand, s'étendant depuis l'orbite de Neptune à 30 au à environ 55 au du Soleil,. De la même manière que la gravité de Jupiter domine la ceinture d'astéroïdes, façonnant sa structure, la gravité de Neptune domine la ceinture de Kuiper. Au cours de l'évolution du Système solaire, certaines régions de la ceinture de Kuiper ont été déstabilisées par la gravité de Neptune, créant des lacunes dans la structure de la ceinture de Kuiper — par exemple, dans la région entre 40 et 42 au.
Des résonances orbitales se produisent lorsque la fraction formée par la période orbitale de Neptune et celle de l'objet est un nombre rationnel, tel que 1:2 ou 3:4. La résonance la plus peuplée de la ceinture de Kuiper, comptant plus de 200 objets connus, est la résonance 2:3. Les objets dans cette résonance effectuent deux orbites autour du Soleil pour trois de Neptune et sont connus sous le nom de plutinos, car le plus grand des objets connus de la ceinture de Kuiper, Pluton, en fait partie. Bien que Pluton traverse régulièrement l'orbite de Neptune, la résonance 2:3 garantit que les deux objets ne peuvent jamais entrer en collision. Les résonances 3:4, 3:5, 4:7 et 2:5 sont moins peuplées en comparaison.
Neptune possède au moins une vingtaine de troyens occupant les deux points de Lagrange stables L4 et L5 du système Soleil-Neptune, l'un menant et l'autre traînant Neptune sur son orbite. Les astéroïdes troyens de Neptune peuvent être considérés comme étant en résonance 1:1 avec Neptune. Certains troyens sont remarquablement stables sur leurs orbites et se sont probablement formés au même moment que Neptune plutôt que capturés.

### Formation et migration

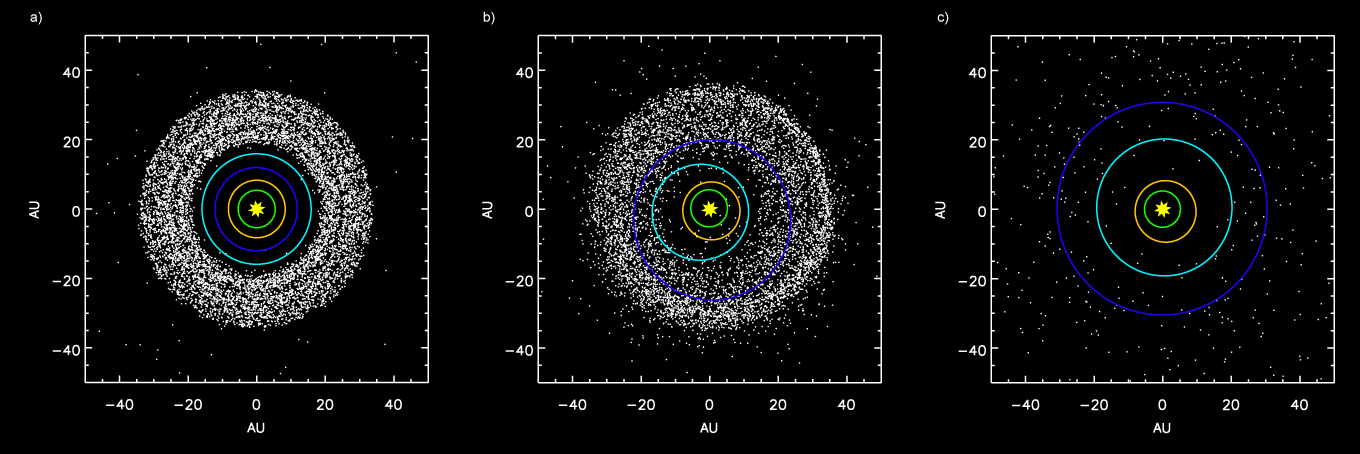
Simulation du modèle de Nice montrant les planètes extérieures et la ceinture de Kuiper :
1. avant que Jupiter et Saturne n'atteignent une résonance de 2:1 ;
2. après la diffusion vers l'intérieur des objets de la ceinture de Kuiper à la suite du déplacement orbital de Neptune ;
3. après éjection des corps dispersés de la ceinture de Kuiper par Jupiter.

La formation des géantes de glaces, Neptune et Uranus, s'avère difficile à modéliser avec précision. Les modèles actuels suggèrent que la densité de matière dans les régions externes du Système solaire est trop faible pour tenir compte de la formation de si grands corps à partir de la méthode traditionnellement acceptée d'accrétion du noyau, aussi appelée modèle d'accrétion de cœur. Ainsi, diverses hypothèses ont été avancées pour expliquer leur apparition.
La première est que les géantes de glaces n'ont pas été formées par l'accrétion du noyau, mais à partir d'instabilités dans le disque protoplanétaire d'origine qui ont ensuite vu leur atmosphère soufflée par le rayonnement d'une association OB massive à proximité.
Une autre est qu'elles se sont formées plus près du Soleil, où la densité de matière était plus élevée, puis qu'elles ont ensuite réalisé une migration planétaire vers leurs orbites actuelles après le retrait du disque protoplanétaire gazeux. Cette hypothèse de migration après formation est maintenant privilégiée en raison de sa capacité à mieux expliquer l'occupation des populations de petits objets observées dans la région trans-neptunienne,. Le courant le plus largement accepté des explications sur les détails de cette hypothèse est connu sous le nom de modèle de Nice, qui explore l'effet d'une migration de Neptune et des autres planètes géantes sur la structure de la ceinture de Kuiper,,.

## Cortège de Neptune

### Lunes
Neptune possède 16 satellites naturels connus,.

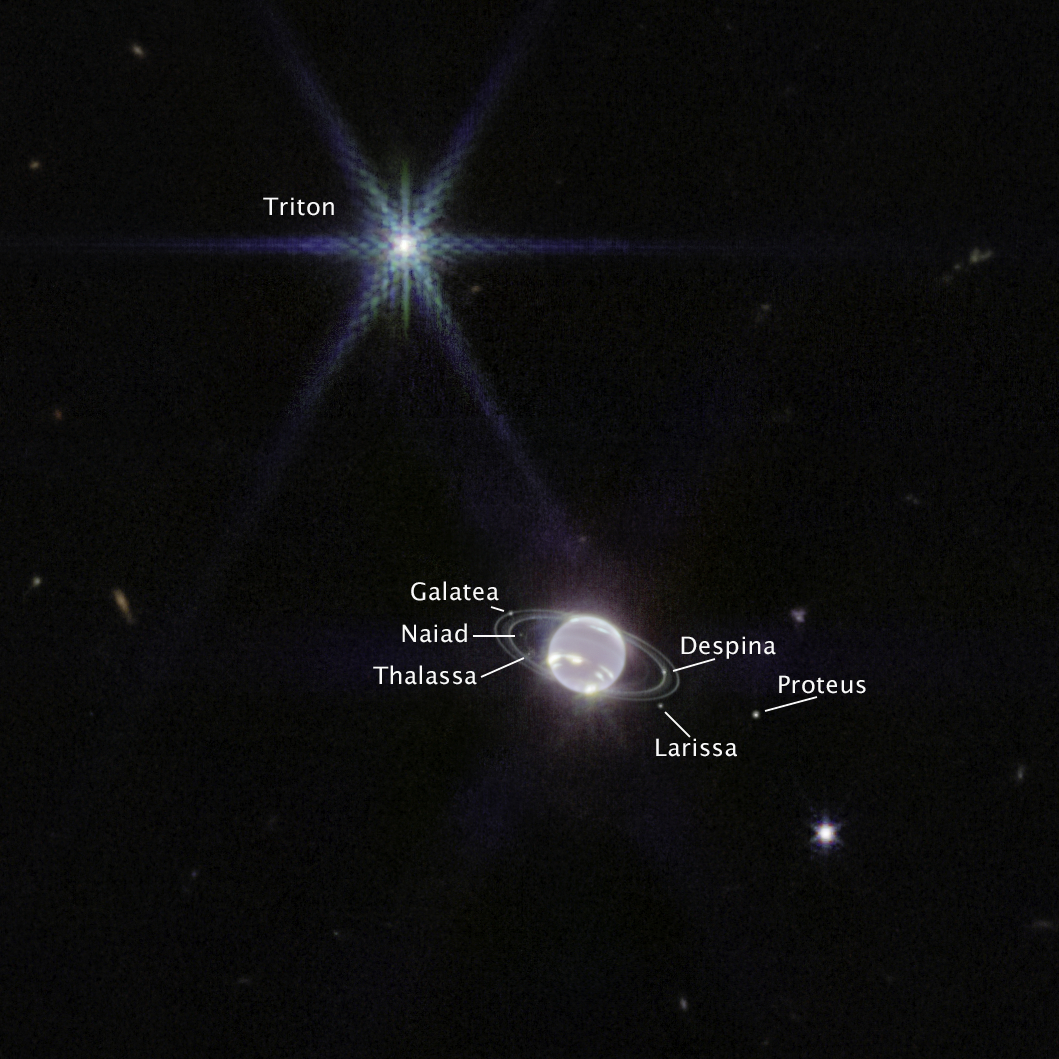
Triton, satellite naturel de Neptune, et d'autres satellites qui orbitent près des anneaux. Image prise en ultra-rouge par le télescope spatial James-Webb en 2022.

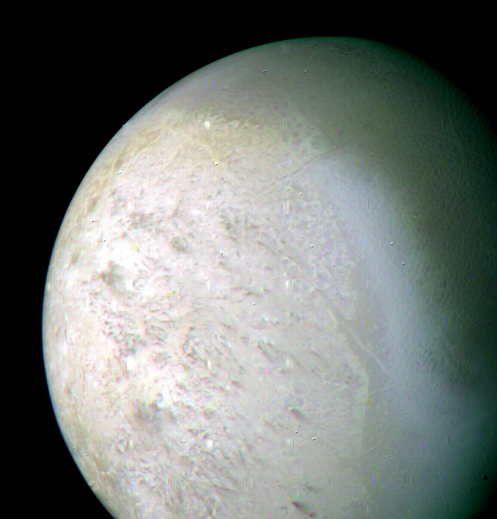
Triton.

Le plus massif est Triton, découvert par William Lassell 17 jours seulement après la découverte de Neptune, le 10 octobre 1846,. Il est le 8e par distance croissante à cette dernière et comprend plus de 99,5 % de la masse en orbite autour de la planète,, ce qui fait de lui le seul suffisamment massif pour subir une compression gravitationnelle suffisante pour qu'il soit sphéroïdal. Par ailleurs, son diamètre d'un peu plus de 2 700 km en fait le 7e satellite naturel du Système solaire par taille décroissante — et un astre plus gros que Pluton,.
C'est également le seul gros satellite connu du Système solaire à avoir une orbite rétrograde — c'est-à-dire inverse au sens de rotation de sa planète —, ce qui suggère qu'il est une ancienne planète naine issue de la ceinture de Kuiper capturée par Neptune,. Triton orbite autour de Neptune en 5 jours et 21 heures sur une trajectoire quasiment circulaire ayant un demi grand axe de 354 759 km. Il est suffisamment proche de Neptune pour être verrouillé dans une rotation synchrone et tourne lentement en spirale vers l'intérieur à cause de l'accélération par effet de marée. Il finira par se disloquer dans environ 3,6 milliards d'années quand il aura atteint sa limite de Roche.

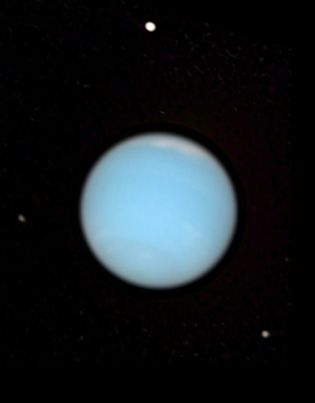
Vue en couleurs réelles de Neptune avec Protée (en haut), Larissa (en bas à droite) et Despina (à gauche), depuis le télescope spatial Hubble.

L'inclinaison de son axe est de 156,865° sur le plan de Laplace du système, et jusqu'à 129,6° (-50,4°) sur le plan orbital de sa planète. Ceci lui confère des saisons très marquées tout au long de l'année neptunienne, longue de 164,79 années terrestres ; l'hémisphère sud a ainsi passé son solstice d'été en 2000. En 1989, Triton est l'objet le plus froid jamais mesuré dans le Système solaire, qui présente des températures estimées à 38 K (−235,15 °C),.

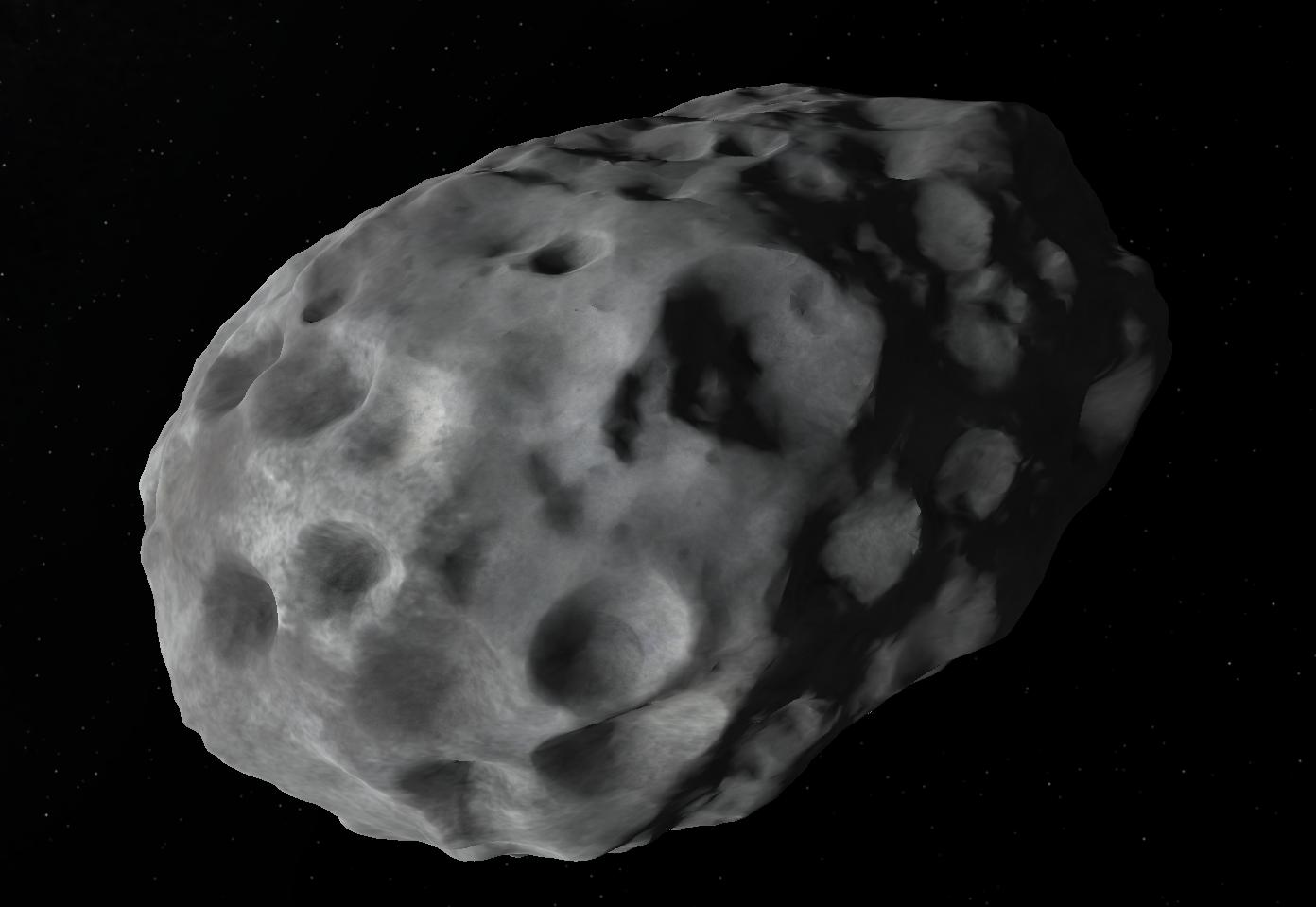
Néréide (simulation).

Néréide, le deuxième satellite de Neptune à être découvert, ne l'est qu'en 1949, soit plus d'un siècle après Triton,. Très irrégulière, elle est la troisième lune la plus massive du système neptunien et possède l'une des orbites les plus excentriques de tous les satellites du Système solaire — seulement dépassée par Bestla, un satellite de Saturne. Aussi, son excentricité orbitale de 0,751 lui donne une apoapside sept fois plus grande que sa périapside (distance minimale à Neptune),.

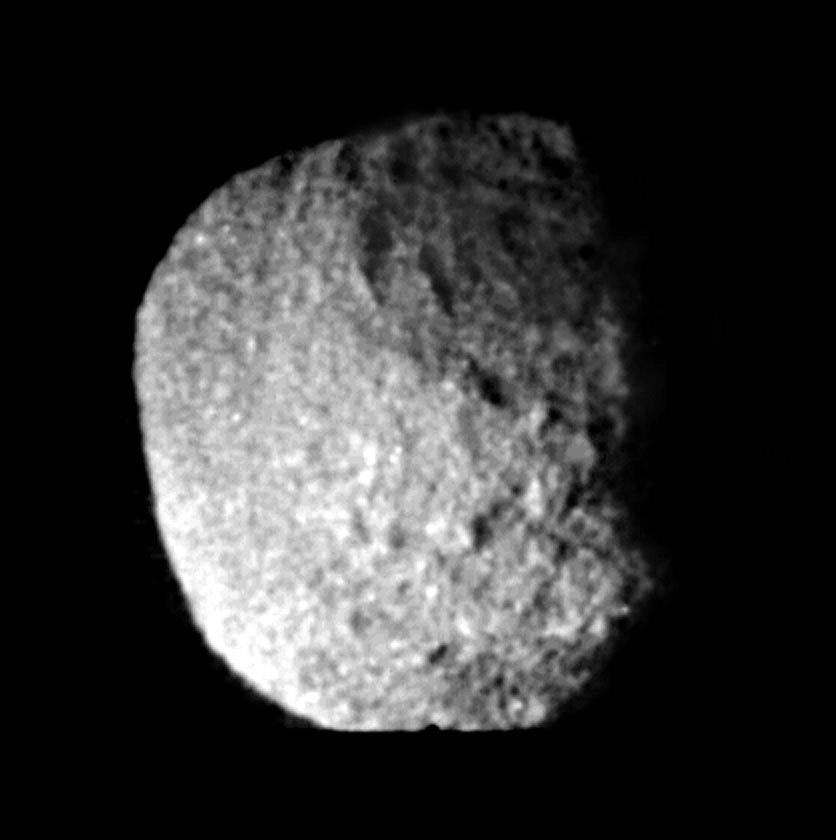
Protée.

Avant l'arrivée de la sonde Voyager 2 dans le système de la planète, une unique autre lune est découverte : Larissa, en 1981, grâce à une occultation d'étoile, ; cette troisième lune n'est cependant observée à nouveau que lors du survol de Neptune par la sonde spatiale.
Ensuite, l'analyse des photographies transmises par Voyager 2 en 1989 permet de découvrir cinq nouveaux satellites : Naïade, Thalassa, Despina, Galatée et Protée,. Les quatre premiers, les plus internes, orbitent suffisamment près pour être situées dans les anneaux de Neptune. Protée, quant à elle, est une lune de forme irrégulière et remarquable car elle est de la taille maximale qu'un objet de sa densité peut atteindre sans être transformée en une forme sphérique par sa propre gravité. Bien que deuxième lune neptunienne la plus massive, elle ne représente que 0,25 % de la masse de Triton.
Cinq nouvelles lunes irrégulières sont découvertes entre 2002 et 2003, puis baptisées Psamathée, Halimède, Sao, Laomédie et Néso en février 2007. En 2013, la dernière lune découverte et la plus petite connue alors est Hippocampe, imagée est obtenue en combinant plusieurs vues d'Hubble,. Parce que Neptune est le dieu romain de la mer, les lunes de Neptune sont nommées d'après des dieux marins inférieurs.

### Anneaux planétaires

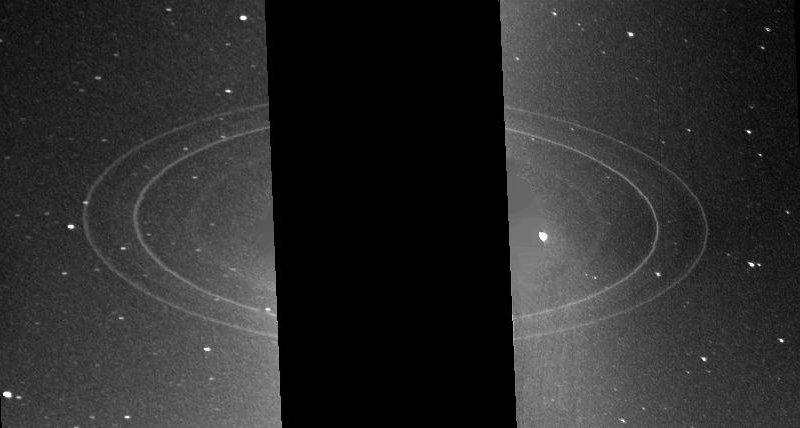
Les anneaux de Neptune pris par Voyager 2. On note les trois principaux : Galle, Le Verrier et Adams.

Neptune possède un système d'anneaux planétaires, bien que beaucoup moins substantiel que celui de Saturne,. Les anneaux sont sombres et leur composition et leur origine sont incertaines : ils peuvent être constitués de particules de glace recouvertes de silicates, de poussières ou d'un matériau à base de carbone, ce qui leur donne très probablement une teinte rougeâtre.
William Lassell mentionne en premier l'existence des anneaux en 1846, cependant cela aurait pu être une aberration de la lumière. La première détection fiable d'un anneau est faite en 1968 mais passe inaperçue jusqu'en 1977, après la découverte des anneaux d'Uranus qui pousse les scientifiques à en chercher autour de Neptune. À partir de là, des preuves de la présence d'anneaux sont rapportées,. Lors d'une occultation stellaire en 1984, les anneaux obscurcissent une étoile lors de l'immersion mais pas lors de l'émersion, ce qui laisse alors à penser qu'ils pourraient posséder des lacunes,,.
Ce sont les images de Voyager 2 en 1989 qui permettent d'en révéler l'existence, qu'ils sont bien « entiers » et qu'il en existe plusieurs. L'un d'entre eux, l'anneau Adams, possède des « arcs » — c'est-à-dire des parties plus brillantes que le reste de l'anneau — qui sont nommés dans le sens antihoraire Liberté, Égalité (1 et 2 car il s'agit un arc double), Fraternité et Courage au moment de leur première observation lors de l'occultation stellaire ; les trois premiers noms ayant été nommés d'après la devise française par André Brahic.

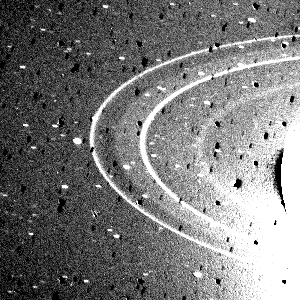
Anneaux de Neptune avec plus de contraste, on observe les anneaux intermédiaires Lassell et Arago.

Les trois principaux anneaux sont Galle, à 41 900 km du centre de Neptune, Le Verrier, à 53 200 km, et Adams, à 62 932 km. Une faible extension vers l'extérieur de l'anneau Le Verrier est nommée Lassell. Cette dernière est délimitée à son bord extérieur par l'anneau Arago à 57 600 km. Le Verrier, Arago et Adams sont étroits avec des largeurs d'environ 100 km maximum tandis que Galle et Lassell, en revanche sont très larges — entre 2 000  et   5 000 km. Quatre petites lunes ont des orbites à l'intérieur du système d'anneaux : Naïade et Thalassa ont leurs orbites dans l'intervalle entre les anneaux de Galle et Le Verrier. Despina est juste à l'intérieur de l'anneau Le Verrier et Galatée est vers l'intérieur de l'anneau Adams. Par ailleurs, si l'existence des arcs était auparavant difficile à expliquer car les lois du mouvement prédisent que les arcs s'étaleraient en un anneau uniforme sur de courtes échelles de temps, les astronomes estiment maintenant que les arcs sont enfermés dans leur forme actuelle par les effets gravitationnels de Galatée,,.
| Nom        | Distance moyenne (km) | Largeur (km) |
| ---------- | --------------------- | ------------ |
| Galle      | 41 900                | 2 000        |
| Le Verrier | 53 200                | 110          |
| Lassell    | 55 200                | 4 000        |
| Arago      | 57 200                | 100          |
| Adams      | 62 932                | 15 à 50      |

Les anneaux de Neptune contiennent une grande quantité de poussières dont la taille est de l'ordre du micromètre : la fraction de poussière selon la tranche considérée varie de 20 % à 70 %. À cet égard, ils sont semblables aux anneaux de Jupiter, dont la part de poussière est de 50 % à 100 %, et sont très différents des anneaux de Saturne et Uranus, qui contiennent peu de poussière (moins de 0,1 %) et sont par conséquent moins brillants. Considérés dans leur ensemble, les anneaux de Neptune ressemblent à ceux de Jupiter, les deux systèmes se composent d'annelets de poussières ténus et étroits, et de larges anneaux de poussières encore plus ténus,.
Les anneaux de Neptune, comme ceux d'Uranus, sont considérés comme relativement jeunes ; leur âge est sans doute nettement inférieur à celui du Système solaire. D'autre part, comme pour Uranus, les anneaux de Neptune se sont probablement formés à la suite de la fragmentation d'anciennes lunes intérieures lors de collisions. En effet, il résulte de ces collisions la formation de ceintures de petites lunes, qui sont autant de sources de poussière pour les anneaux. Des observations terrestres annoncées en 2005 semblent montrer que les anneaux de Neptune sont instables et les images prises à l'observatoire WM Keck en 2002 et 2003 montrent une dégradation considérable des anneaux par rapport aux images de Voyager 2 ; en particulier, il semble que l'arc Liberté était en voie de disparition. En 2009, les arcs Liberté et Courage avaient disparu.

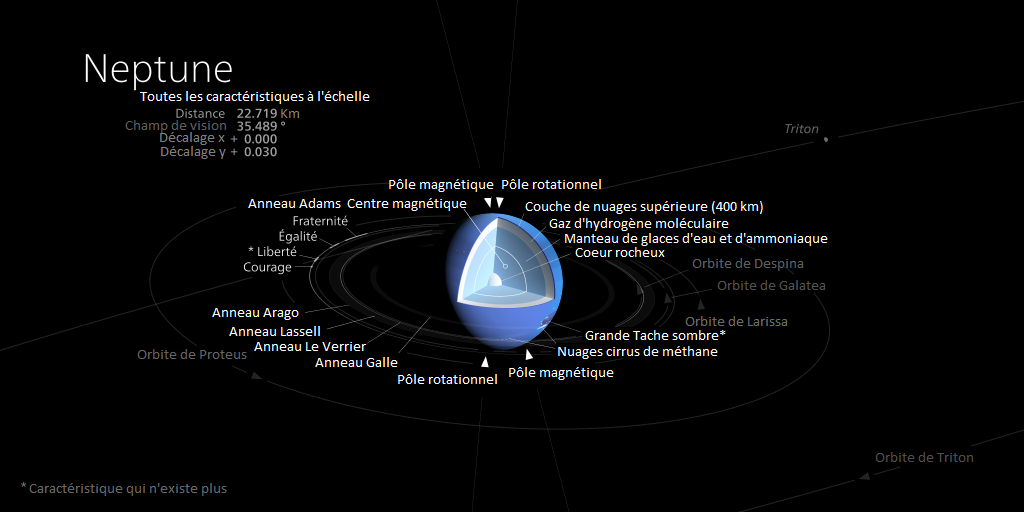
Diagramme en coupe à l'échelle de Neptune montrant ses anneaux et les orbites des lunes proches.

### Autre entourage de Neptune

Animation montrant l'orbite de six troyens au dans un référentiel en rotation centré sur Neptune.

Comme la Terre, Mars, Jupiter et Uranus, Neptune possède des astéroïdes troyens partageant son orbite autour du Soleil.
En 2020, on en compte vingt au point de Lagrange L4 (en avance) et trois au point L5 (en retard). 2001 QR322 est le premier observé en août 2001 par l'équipe de Marc William Buie sur le télescope Blanco de 4 m de l'Observatoire du Cerro Tololo. Sa position relative oscille autour du point L4 et le long de l'orbite neptunienne avec une période d'environ 10 000 ans. Son orbite est très stable, il se situe ainsi dans une région qui garantit qu'il co-orbitera encore avec Neptune pendant des milliards d'années.
En 2004 puis 2005, trois nouveaux troyens sont découverts par Scott S. Sheppard et Chadwick Trujillo. L'un d'entre eux, 2005 TN53, a la même période orbitale que Neptune et orbite au point de Lagrange L4 de Neptune avec cependant une inclinaison de 25 degrés. Les deux autres sont nommés (385571) Otréré et (385695) Clété, d'après deux amazones. 2008 LC18 est le premier troyen découvert se trouvant au point L5 de Neptune.
Des études ont montré qu'il serait possible à un quasi-satellite théorique d'Uranus ou de Neptune de le rester pour la durée de vie du Système solaire moyennant certaines conditions d'excentricité et d'inclinaison. De tels objets n'ont pas encore été découverts mais Neptune possède cependant un quasi-satellite temporaire, (309239) 2007 RW10. Celui-ci est un quasi-satellite de Neptune depuis environ 12 500 ans et devrait rester dans cet état dynamique pendant au moins autant de temps.

## Observation

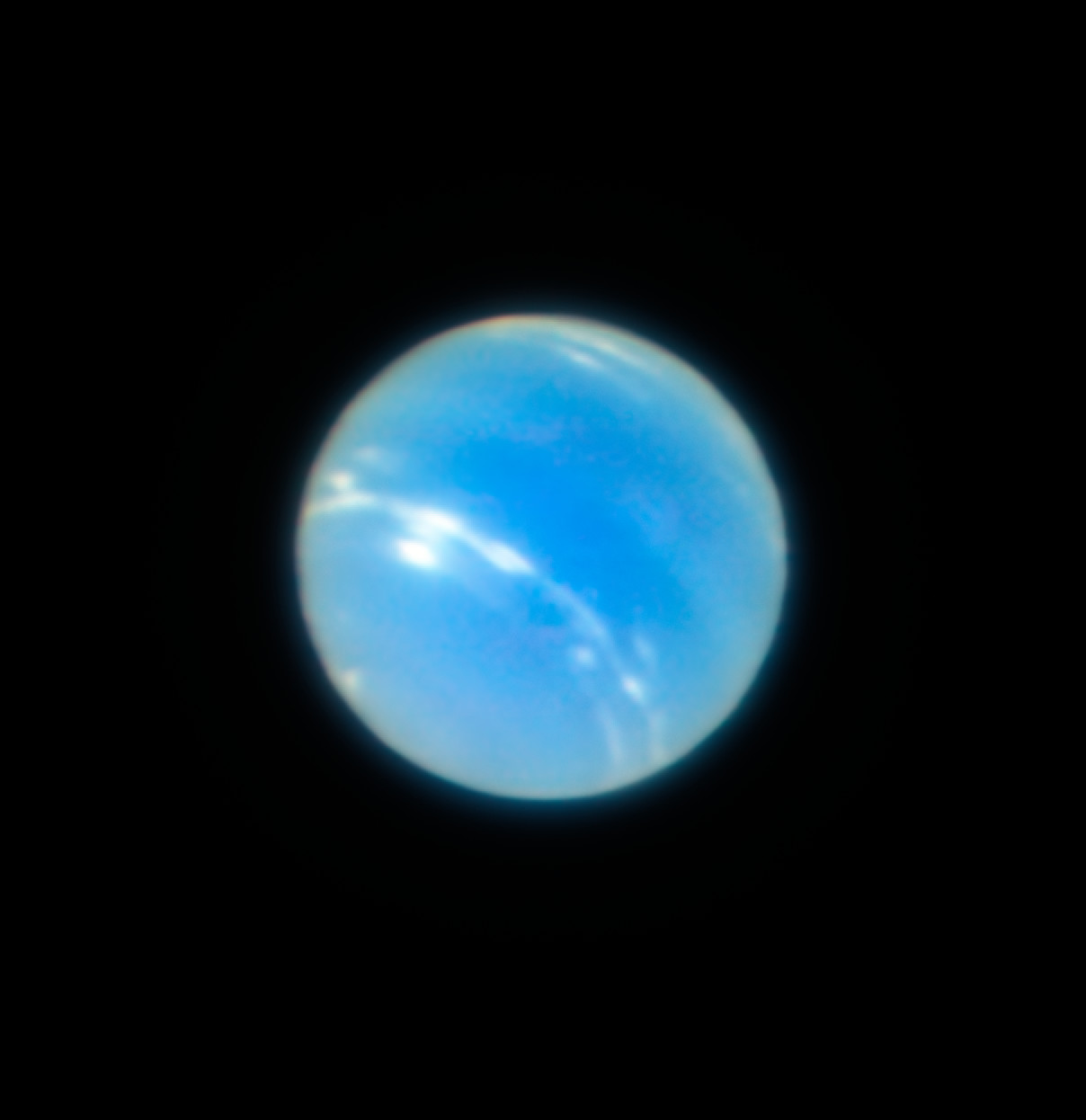
En 2018, l'Observatoire européen austral a développé des méthodes d'optique adaptative permettant d'obtenir des images claires et en haute résolution de Neptune depuis la surface de la Terre.

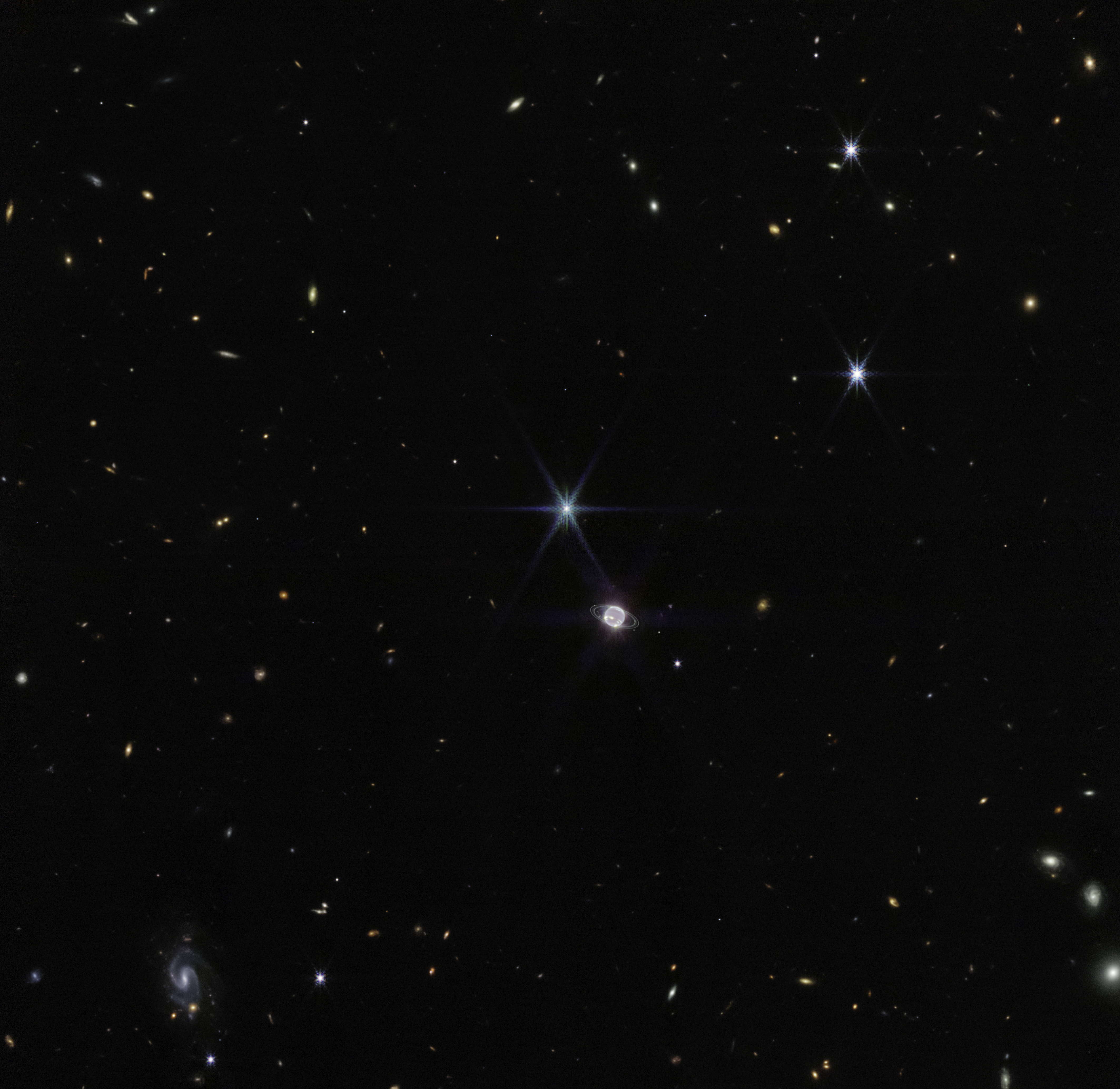
Neptune vue par James-Webb, avec l'imageur proche infrarouge NIRCam. Vers le bas à gauche, une galaxie spirale relativement petite. Le traitement de l'image a été réalisé par le Space Telescope Science Institute et le Goddard Space Flight Center (septembre 2022).

Du fait de l'évolution de son orbite, Neptune s'est considérablement éclairé depuis 1980. Sa magnitude apparente varie dans les années 2020 entre 7,67 et 8,0 avec une moyenne à 7,78 alors qu'avant 1980, la planète possédait une magnitude moyenne d'environ 8,0. La magnitude limite visuelle de l'œil nu étant 6, Neptune reste cependant toujours invisible sans instrument. Un télescope ou des jumelles puissantes montreront Neptune comme un petit disque bleu, d'apparence semblable à Uranus,.
En raison de la distance de Neptune à la Terre, variant de 4,31 à 4,69 milliards de kilomètres, sa taille apparente ne varie que de 2,2 à 2,4 secondes d'arc, la plus petite variation pour une planète du Système solaire. Sa petite taille apparente rendant difficile l'étude visuelle, la plupart des connaissances à son sujet étaient en conséquence limitées — comme la valeur de sa période de rotation — jusqu'au survol de Voyager 2 puis l'avènement du télescope spatial Hubble et des grands télescopes au sol à optique adaptative (AO),,. La première observation scientifiquement exploitable de Neptune à partir de télescopes au sol utilisant l'optique adaptative est réalisée en 1997 à Hawaï. L'hémisphère sud de Neptune est entré dans les années 1980 dans sa saison de printemps — qui durera environ 40 ans du fait de la période de révolution de 165 ans — et il a ainsi été observé qu'elle se réchauffait, avec une activité atmosphérique et une luminosité accrues en conséquence. Combinés aux progrès technologiques, les télescopes au sol à optique adaptative enregistrent des images de plus en plus détaillées.
Depuis la Terre, Neptune subit un mouvement rétrograde apparent tous les 367 jours, résultant en un mouvement en forme de boucle devant les étoiles fixes lors de chaque opposition. Ces boucles l'ont porté près des coordonnées de découverte de 1846 en avril et juillet 2010 et de nouveau en octobre et novembre 2011,. Sa longitude de découverte est atteinte le 11 ou 12 juillet 2011, marquant sa première orbite complète depuis la première observation de Johann Galle,,.
L'observation de Neptune dans la bande des ondes radio montre qu'elle est une source à la fois d'émission continue et de sursauts irréguliers. Ces deux sources proviendraient de son champ magnétique rotatif. Dans la partie infrarouge du spectre, les tempêtes de Neptune apparaissent brillantes sur l'arrière-plan plus froid, ce qui permet de suivre facilement la taille et la forme de ces caractéristiques.

## Exploration

### Survol parVoyager 2

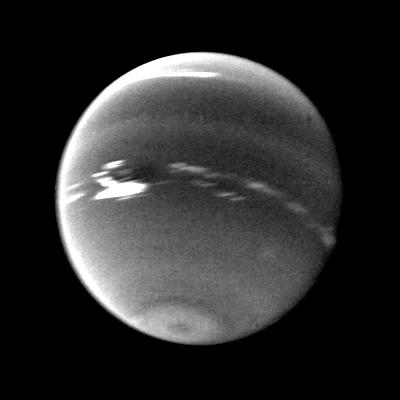
Une des premières photos de Neptune prise par la sonde.

Voyager 2 est la première et unique sonde spatiale à avoir visité Neptune et source de la majorité des connaissances actuelles sur la planète,. La trajectoire à travers le système neptunien est mise au point une fois le survol d’Uranus et de ses lunes accompli. Comme il doit s’agir du dernier passage de Voyager 2 près d’une planète, il n’existe pas de contraintes sur la manière de sortir du système planétaire et plusieurs choix sont possibles : l’équipe scientifique opte donc pour un passage à faible distance du pôle nord de Neptune ce qui permettra d’utiliser l’assistance gravitationnelle de la planète pour faire plonger la sonde sous l’écliptique pour un survol rapproché de Triton, la principale lune de Neptune, quelles que soient les conséquences de la trajectoire, de façon similaire à ce qui avait été fait pour Voyager 1 avec Saturne et sa lune Titan,.
L’éloignement de Neptune diminue le débit théorique permis par la liaison radio. Aussi, plusieurs mesures sont prises dans les années qui précèdent le survol pour renforcer le réseau d’antennes à Terre, notamment l’accroissement de la taille des antennes de réception existantes, la mise en service d’une nouvelle antenne à Usuda au Japon, et le recours au Very Large Array au Nouveau-Mexique.

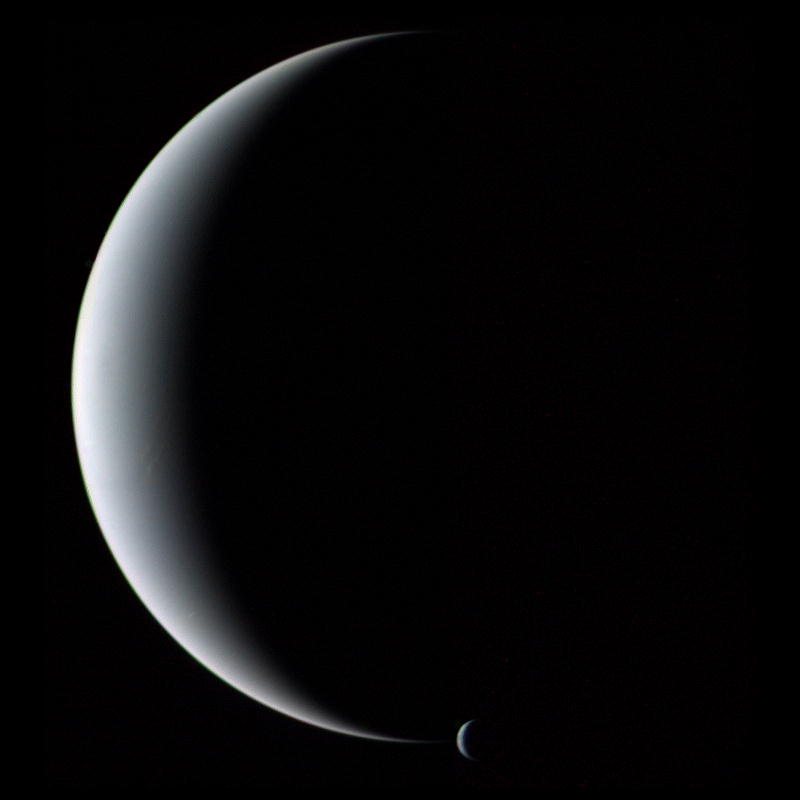
Vue de croissants de Neptune et Triton par Voyager 2 (1989).

Les premières observations sont effectuées à partir de mars 1989, soit 90 jours avant le passage au plus près de Neptune et près de trois ans après le survol d’Uranus. Elles permettent de découvrir les anneaux de Neptune, dont l’existence n’avait jusque-là jamais été prouvée : ils sont composés de particules très fines qui ne permettent pas leur observation depuis la Terre. Un champ magnétique est détecté et mesuré, celui étant décalé du centre géologique et incliné comme celui d’Uranus, mais cependant d'intensité bien plus faible. Au cours de la traversée du système neptunien, cinq nouvelles — ou 6 en comptant Larissa — lunes sont découvertes,,. Compte tenu de l’éloignement de Voyager 2, il est difficile d’envoyer à temps de nouvelles instructions pour l’observation de ces nouveaux corps célestes. Seule Protée (400 km de diamètre) est découverte suffisamment tôt pour programmer des observations détaillées. En effet, les signaux de la sonde nécessitaient 246 minutes pour atteindre la Terre et, par conséquent, la mission de Voyager 2 reposait sur des commandes préchargées.
Le survol de Neptune a lieu le 25 août 1989 : Voyager 2 passe à 4 950 km du pôle nord de la planète,. L’atmosphère de Neptune est analysée. Malgré le peu d’énergie solaire reçu du fait de son éloignement (3 % de ce que reçoit Jupiter), une dynamique atmosphérique est observée avec des manifestations comme la « Grande Tache sombre » et des nuages. Des vents se déplaçant à plus de 2 000 km/h sont mesurés. L’étude du champ magnétique permet de déterminer que la durée d’une rotation est de 16,11 heures. Le survol fournit également la première mesure précise de la masse de Neptune qui s'est avérée inférieure de 0,5 % à celle calculée précédemment. Cette nouvelle valeur a alors permis de réfuter l'hypothèse selon laquelle une planète X non découverte agissait sur les orbites de Neptune et d'Uranus,. Les images de Voyager 2 sont diffusées en direct lors d'un programme de PBS de nuit, Neptune All Night,.

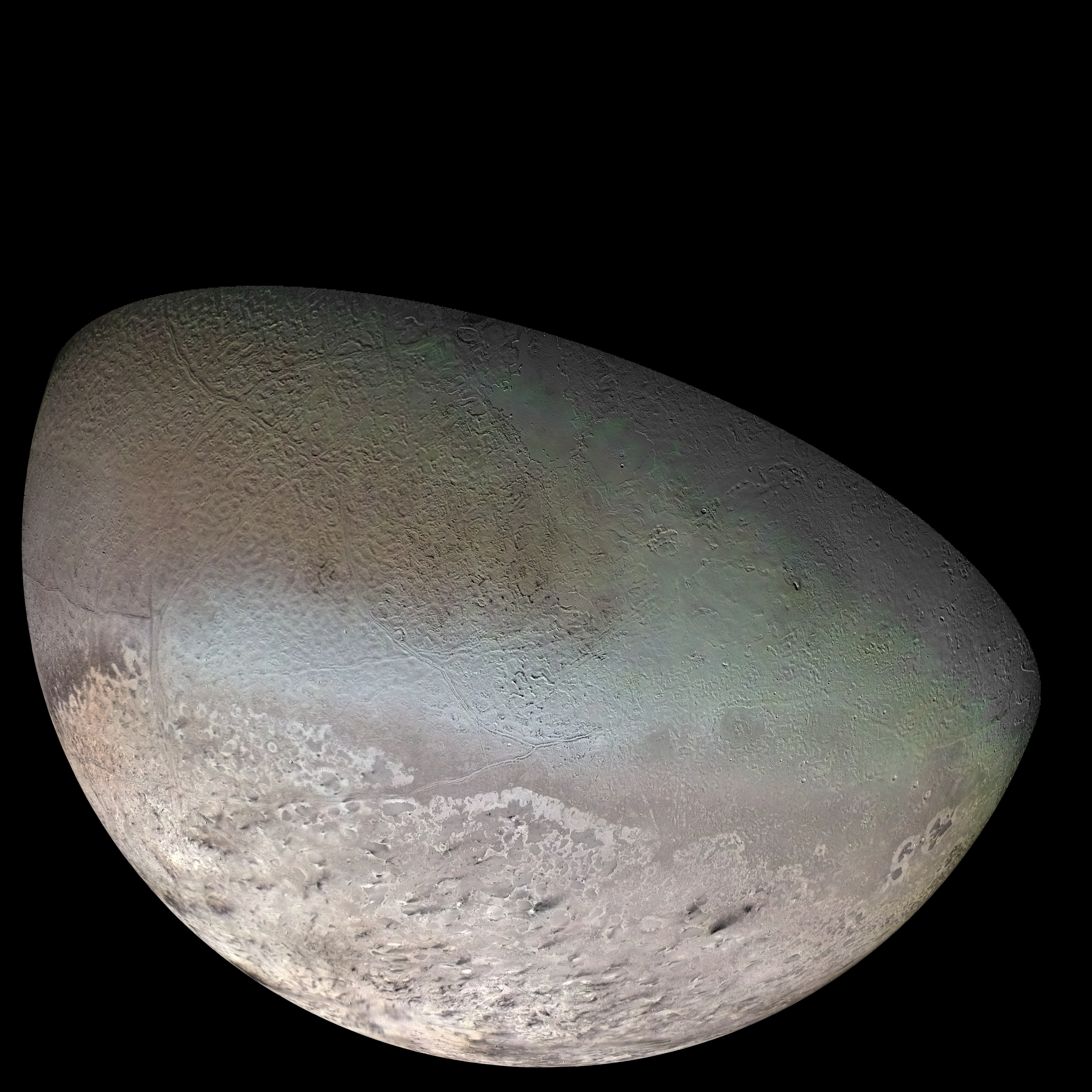
Mosaïque de Triton par Voyager 2.

Voyager 2 passe à 39 790 km de Triton et peut recueillir des données très précises sur cette lune. La communauté scientifique estimait à l’époque que le diamètre de Triton était compris entre 3 800 et 5 000 km ; la sonde permet de ramener ce chiffre à 2 760 km. Très peu de cratères sont observés, ce qui est expliqué par le volcanisme dont des manifestations sous forme de traces laissées par des geysers sont observées aux pôles. Une atmosphère ténue (pression de 10 à 14 millibars soit 1 % à 1,4 % de celle de la Terre), résultant sans doute de cette activité, est détectée par Voyager 2. La température de la surface de Triton, 38 kelvins, est la plus froide jamais détectée sur un corps céleste du Système solaire,.

### AprèsVoyager

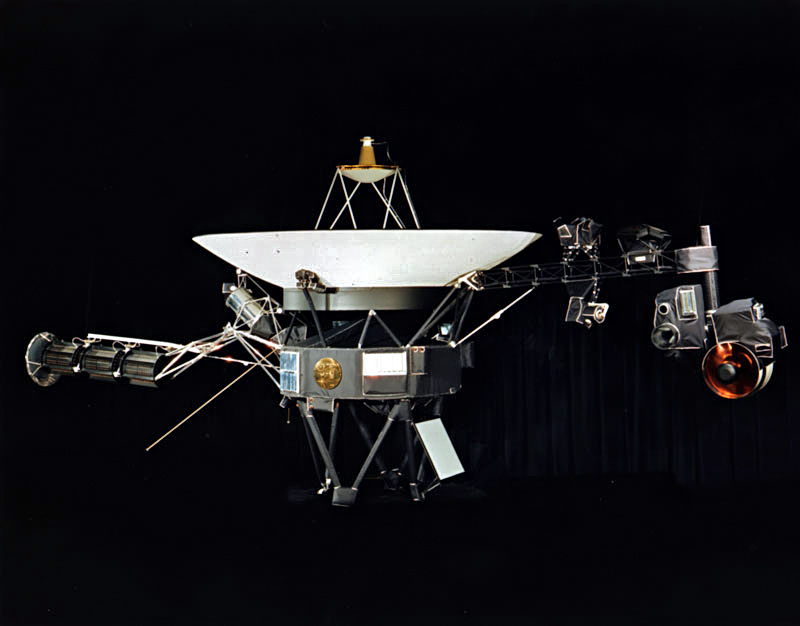
Voyager 2

Après la mission de survol Voyager 2, la prochaine étape de l'exploration scientifique du système neptunien est considérée comme intégrée au Programme Flagship. Une telle mission hypothétique devrait être possible à la fin des années 2020 ou au début des années 2030. Aussi, une proposition en cours pour le programme Discovery, Trident, effectuerait un survol de Neptune et Triton.
Cependant, il y a déjà eu des discussions pour lancer les missions vers Neptune plus tôt. En 2003, un projet de sonde Neptune Orbiter ayant des objectifs similaires à ceux de Cassini est proposé puis, en 2009, la mission Argo qui aurait visité Jupiter, Saturne, Neptune et un objet de la ceinture de Kuiper. Par ailleurs, New Horizons 2 — qui a ensuite été abandonnée — aurait également pu effectuer un survol rapproché du système neptunien.

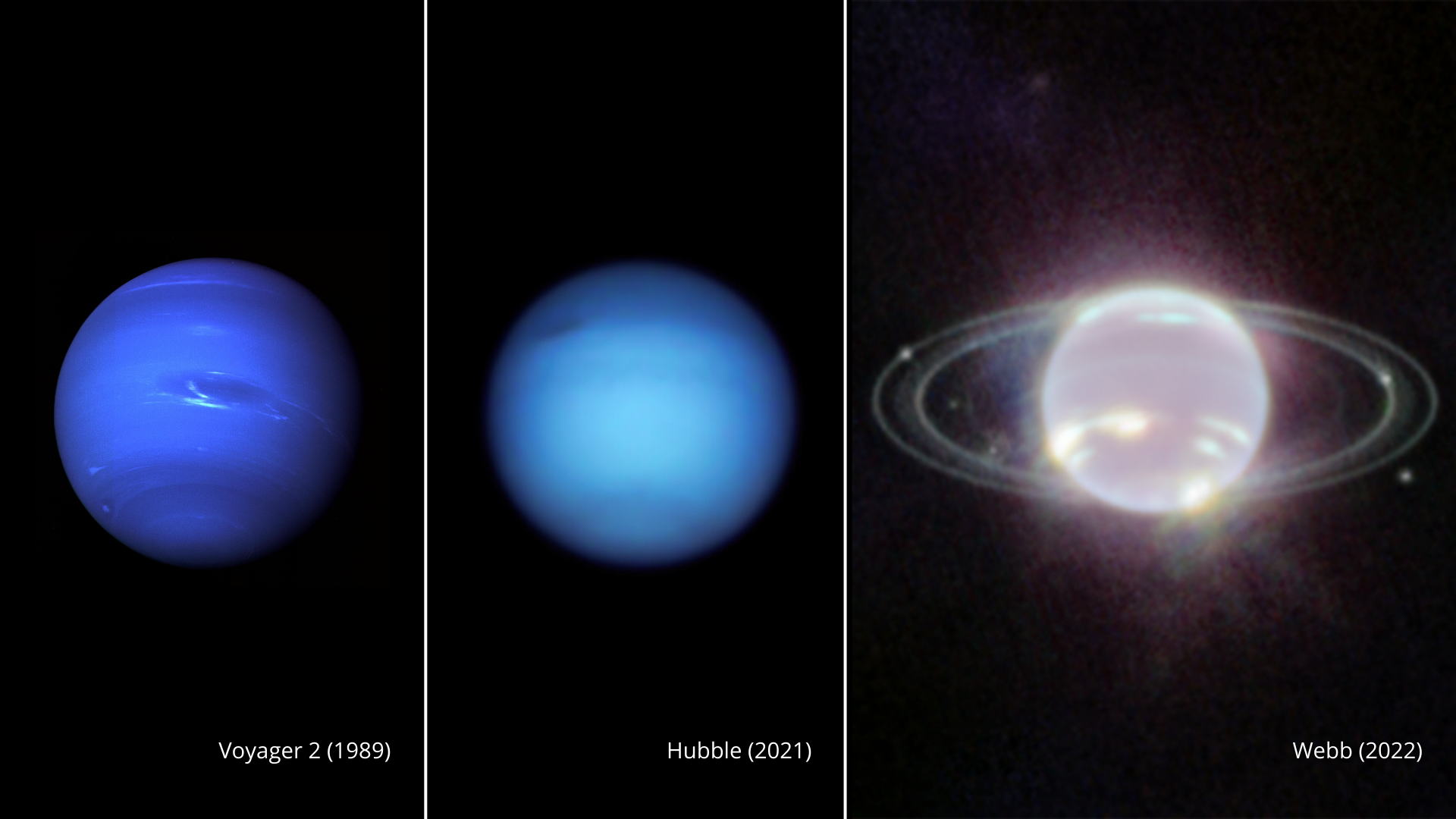
Les images obtenues par Voyager 2 sont encore de bonnes références.

### Références historiques

Le neptunium a été nommé en référence à Neptune.

## Dans la culture